# Histoire industrielle des Schneider
L'histoire industrielle des Schneider présente la création au Creusot, puis le développement, d'un empire industriel, et les membres de la famille Schneider concernés.

## Une des premières dynasties industrielles en France

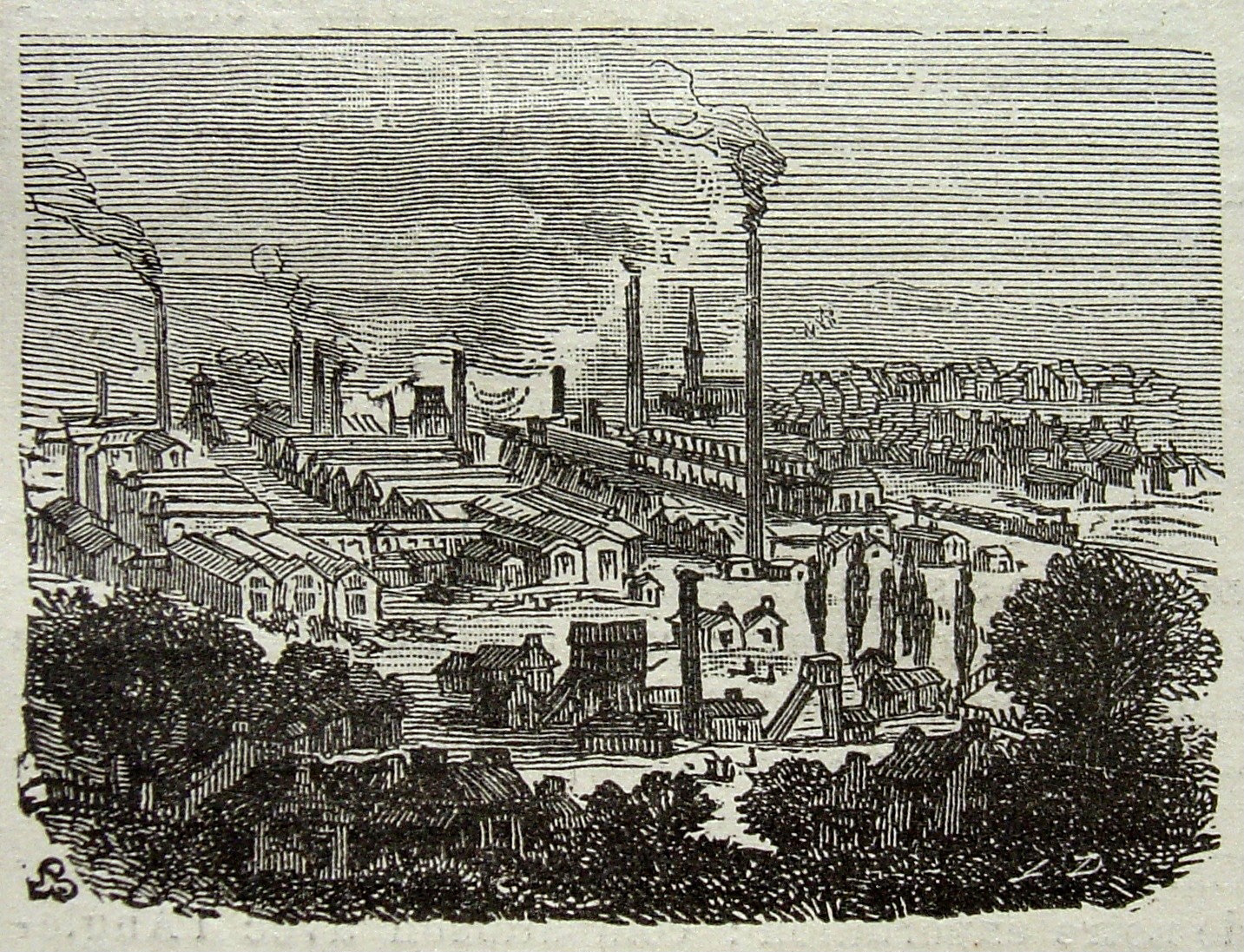
Les Usines du Creusot vers 1882.

Les Schneider ont créé puis développé l'empire industriel Schneider et Cie qui trouve son origine dans les établissements du Creusot. De 1837 à 1960 quatre générations, de père en fils, se sont succédé à sa tête :
- Eugène 1er (1836-1875) ;
- Henri (1875-1899) ;
- Eugène II (1899-1942) ;
- Charles (1942-1960).
- Citons également Adolphe, cofondateur avec son frère cadet d'Eugène 1er, disparu prématurément en 1845.

Cet empire constitue le premier groupe industriel français d’importance internationale au XIXe siècle. Ce développement est possible grâce à l’adaptation permanente des outils de production au marché et à la création d’un système social environnant qui permet de soutenir cette expansion.
Des traits communs se distinguent au-delà des différences de personnalités entre les dirigeants. Malgré leur absence de formation technique, les deux fondateurs suivent des cours au Conservatoire des Arts et Métiers à Paris. Ils sont travailleurs, méthodiques jusqu’à la maniaquerie, autoritaires, voire colériques, mais ils savent s'entourer de collaborateurs de grande qualité. Le réflexe dynastique imaginé par Eugène 1er est une école d’apprentissage dure mais fructueuse. Tous ces dirigeants connaissent les fondamentaux de leurs activités industrielles, même quand ils en mettent en œuvre de nouvelles. Ils sont aussi curieux de l’évolution du monde industriel autour d’eux, grâce à des séjours à l’étranger et au réseau de correspondants qu’ils mettent en place dès le milieu du XIXe siècle. Ils ont manifestement une « vision à long terme » dont la mise en œuvre est facilitée par la longueur exceptionnelle des « règnes ».

## L’implantation des Schneider au Creusot
L’industrie métallurgique était implantée dans la région du Creusot-Montcenis depuis la fin du XVIIIe siècle. De multiples entrepreneurs se sont succédé sans parvenir à pérenniser l’activité métallurgique. Les Schneider s’y sont intéressés en 1835, grâce à leur connaissance de la situation financière de ces sociétés au Creusot et l’opportunité apportée par les débuts du développement du chemin de fer, inventé en Angleterre, et dont le potentiel permettait d’espérer un développement en France, puis à l’étranger.
Le 27 décembre 1836, après avoir trouvé un difficile montage financier, François-Alexandre Seillière, Louis Boigues, propriétaire des Forges de Fourchambault et les frères Adolphe et Eugène Schneider, se portent acquéreurs de tous les établissements du Creusot. Adolphe et Eugène Schneider deviennent les cogérants de la nouvelle société : Schneider frères et Cie, société en commandite par actions.
La stratégie des Schneider s'appuie alors sur une analyse d'objectifs industriels à viser pour assurer son succès.

### Objectifs industriels

#### Sécurité d’approvisionnement (minerais charbon et fer, eau, énergie)
Les ressources de proximité (mines de charbon du Creusot, de Montchanin et minerai de fer de Mazenay) s’avèrent très vite insuffisantes, Schneider est contraint de rechercher d’autres sources d’approvisionnements par acquisitions ou prises de participations : Decize-la-Machine, Montaud, Brassac et plus tard La Campine en Belgique pour le charbon, l’île d’Elbe, l'Espagne, l'Algérie puis Droitaumont pour le minerai.
De même, les besoins considérables en eau industrielle ont amené les Schneider à construire de multiples barrages-réservoirs, également nécessaires pour alimenter la ville ouvrière en pleine expansion.
Enfin, quand l’électricité remplace la vapeur, à la fin du XIXe siècle, Schneider se positionne en client privilégié : Le Creusot est plus tard relié en ligne directe au barrage de Chancy-Pougny.

#### Logistique de transport et de livraison (Chantiers de Chalon et Canal du Centre)
L’existence du canal du Centre lors de l’acquisition par les Schneider est l’occasion d’imaginer une liaison Le Creusot-Chalon pour assurer les débouchés de la production qui doit croître de façon importante. Les tronçons manquants sont construits (voie de chemin de fer vers la rigole de Montchanin) et financés par Schneider. Un établissement industriel est consécutivement créé à Chalon-sur-Saône en 1839 pour y accueillir les fabrications de batellerie et de charpentes métalliques.

#### Amélioration constante de l’outil industriel
Les deux frères Adolphe et Eugène mettent en œuvre immédiatement une action de modernisation de l’outil industriel. La modernisation des hauts fourneaux, les fours à puddlage manuels puis mécaniques, le marteau pilon, les ateliers de mécanique, la substitution de l’acier à la fonte pour les pièces vitales des locomotives en sont les exemples emblématiques de la première période de leur action. Cette action d’innovation sera poursuivie par Eugène après la mort d’Adolphe, puis par Henri dans le domaine de la métallurgie (procédés Bessemer et Thomas, presse hydraulique). L’intégration verticale (métallurgie et mécanique) permet de fluidifier le processus industriel et d’amortir les crises conjoncturelles.
Le développement interne de certaines de ces innovations (locomotive) permet de rattraper l’Angleterre et même d’y remporter des succès commerciaux dans leur pré carré. Cette politique d’innovation interne s’affaiblit au XXe siècle, qui voit la société se tourner plus volontiers vers des acquisitions de licences.

#### Formation des ouvriers et cadres
Il n’y a pas de passé industriel significatif dans la région du Creusot. Il faut donc recruter la main d’œuvre dans la campagne environnante (et plus tard à l'étranger : Polonais, Italiens ...) et la former sur place. Ce mouvement de concentration est à l’origine de la création de la ville autour de l’usine. Il nécessite des écoles de formation qui s’adressent à tous les niveaux de compétences, du manœuvre jusqu’à l’ingénieur. Elles sont intégralement financées et organisées par les Schneider, qui favorisent la création d’une école de « contremaîtres » à Cluny en 1891, qui devient école d’ingénieurs en 1901 (ENSAM). Ces écoles constituent également un point de fixation et de fidélisation du personnel en complément de la politique du logement.

### Les évolutions du marché sous la dynastie Schneider

#### Les évolutions du marché: Le chemin de fer (1837-1870)

##### Le marché du chemin de fer

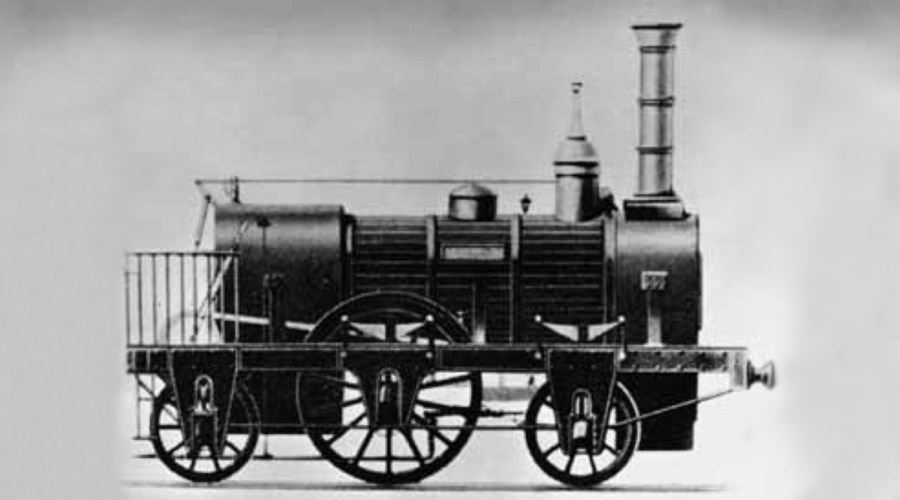
Locomotive "La Gironde"

Il constitue le premier débouché de la période qui va jusqu’en 1870. C’est lui qui motive le développement et la mise au point de la locomotive « La Gironde » construite dans un temps record après l’arrivée des Schneider (1838).

##### La construction métallique de ponts et de gares (pour accompagner le chemin de fer) et les sociétés d’équipement.
Le corollaire immédiat réside dans la nécessité de proposer des structures en charpentes métalliques (ponts et gares) qui seront fabriquées à Chalon (expédition plus facile dans le monde entier). Elles nécessitent de créer des sociétés d’équipement locales et internationales indispensables pour leur mise en place.
Génie civil
Un prolongement naturel est constitué des travaux de génie civil, qui sont indispensables à l’implantation, des ponts. Une association avec le constructeur local est nécessaire. La technique des caissons de fondation de ponts récemment inventée, et qui permet aux ouvriers de travailler sous l'eau pour l'édification des fondations de piles, donne un nouveau débouché à Chalon qui en est le fabricant. Ces constructions induisent naturellement le besoin de vannes et d'écluses permettant de relever le niveau des fleuves pour en assurer la navigabilité. Les chantiers de Chalon en sont naturellement les concepteurs et fabricants.
La construction navale
Dans les mêmes chantiers de Chalon, on construit des bateaux métalliques de rivière puis de mer, équipés de chaudières à vapeur qui supplantent progressivement les bateaux en bois et la navigation à voile. Un marché militaire apparaît à la fin du XIXe siècle et au début du XXe siècle avec les bateaux cuirassés et les sous-marins. Tous ces marchés constituent un important débouché pour les tôles du Creusot.

#### Les évolutions du marché: L’armement (1870-1918)
La défaite de la guerre de 1870 constitue un choc pour les dirigeants de l’époque ; notamment en ce qu’elle démontre la supériorité des canons allemands en acier. Adolphe Thiers se tourne naturellement vers Schneider pour leur demander de développer et d’améliorer cette technique afin de régénérer cet avantage militaire.

##### Les canons en acier
Ceci conduit à la mise au point par l’Armée du canon de 75 mm, à culasse à vis et amortisseur de recul, qui bénéficie également des avancées dans le développement d’un acier suffisamment résistant. La rivalité entre le corps des artilleurs et Schneider est résolue par un partage des fabrications, l'entreprise ne travaillant que sur les gros calibres (canons et munitions). À partir de 1884, la libération de l’exportation d’armes incite Schneider à créer les ateliers d’armement capables de réaliser la finition par usinage des pièces forgées et ébauchées. Ils se développent rapidement jusqu’à la Première Guerre mondiale, essentiellement grâce à l’exportation.

##### Les munitions
Les munitions sont un complément évident des canons et leur production génère rapidement des chiffres d’affaires considérables en cas de conflit. Celles-ci sont réparties dans un grand nombre d’usines sur le territoire français et ne représenteront jamais une part significative des fabrications au Creusot.

##### Les blindages
Ce sont les blindages qui font la réputation de Schneider, avant les canons, par la mise au point des aciers au nickel, Ce succès est le véhicule de la renommée internationale de la société.

#### Les évolutions du marché (1918-1940)
La fin de la guerre se traduit par une contraction du marché militaire. Henri Schneider voit aussitôt le potentiel de la nouvelle technique qu'est l’équipement électrique ; mais c’est Eugène II, son fils, qui la mettra en œuvre. À l'inverse, les tentatives timides d’entrée dans les secteurs de l’automobile et de l’aviation qui émergent au début du siècle, sont sans lendemain.

##### La construction électrique
Bien que l’électrification des ateliers débute au tournant du siècle, Schneider n’a pas intégré cette technique pour un développement interne et a acquis des licences de fabrication auprès des divers constructeurs, en particulier Westinghouse. Seules les applications sur les métiers de base sont véritablement développées : les fours électriques et les locomotives électriques.

##### Les aménagements fluviaux et maritimes
L’entre-deux guerres voit le développement d’aménagement portuaires et fluviaux (écluses, conduites forcées, turbines hydroélectriques) dans lesquels Schneider prend toute sa part au Creusot ainsi qu’à Chalon-sur-Saône.

#### Les évolutions du marché (1940-1960)
La disparition d’Eugène II en 1942 fait peser sur son fils Charles l’écrasante charge de reconstruire l’usine et la ville du Creusot après les bombardements qu’elles ont subis.

##### La reconstruction
Elle est effectuée relativement rapidement grâce aux aides gouvernementales et américaines. La reconstruction du pays et les 30 glorieuses redonnent un coup de fouet à la production dans tous les domaines. Le tissu commercial encore présent permet de renouer avec l’exportation. L’absence de moyens financiers et de volonté industrielle fait la Société se tourner vers des acquisitions de licences tous azimuts en provenance de l’étranger.

##### Le nucléaire civil et militaire
Le seul nouveau domaine dans lequel Schneider se développe est le nucléaire. Dès les années 1950, le CEA confie au Creusot les gros équipements de ses réacteurs de recherche et de production plutonigène. Cette expertise précieuse lui permet de créer la société Framatome en 1958, en association avec Westinghouse, partenaire ancien.

#### La recherche de nouvelles techniques
Le règne d’Eugène 1er est caractérisé par la recherche endogène d’améliorations techniques, aussi bien dans le domaine de l’élaboration de la fonte et de l’acier, que dans les techniques d’exploitation des gisements houillers et ferreux. De véritables innovations sont créées comme le marteau pilon, le puddlage mécanisé et la conception originale de locomotives. Elles seront le fait d’ingénieurs brillants recrutés dans les Grandes Écoles françaises ou chez la concurrence. Eugène 1er achète le brevet Bessemer en 1859, puis Henri achète le brevet du procédé Thomas. Cette tendance s’accentuera avec Eugène II et Charles (techniques électriques avec Ganz et Westinghouse, turbines et compresseurs, moteurs diesel).
Ces apports extérieurs sont scellés dans des alliances industrielles qui se font et se défont au gré des circonstances géopolitiques et des équilibres concurrentiels. Les bureaux d’études réalisent des adaptations, tout en restant inventifs dans le domaine de la traction ferroviaire.
La recherche et développement autonome, telle qu’elle s’est développée dans d’autres groupes industriels au XXe sièclea été négligée ou est restée embryonnaire, ce qui a été un facteur de déclin de la Société.

## La construction de l’outil industriel en France
L’essentiel des efforts des Schneider se sont concentrés sur le site industriel du Creusot au XIXe siècle, berceau de leur développement. Une politique de rénovation, d'extension et d'intégration de nouveaux outils et techniques est la préoccupation constante d'Eugène 1er et d'Henri, son fils. Les interventions à la marge dans la recherche de ressources en charbon et en minerai de fer ont pour objectif d'assurer la pérennité du site principal.

### La production sidérurgique

#### Production de laFonte.

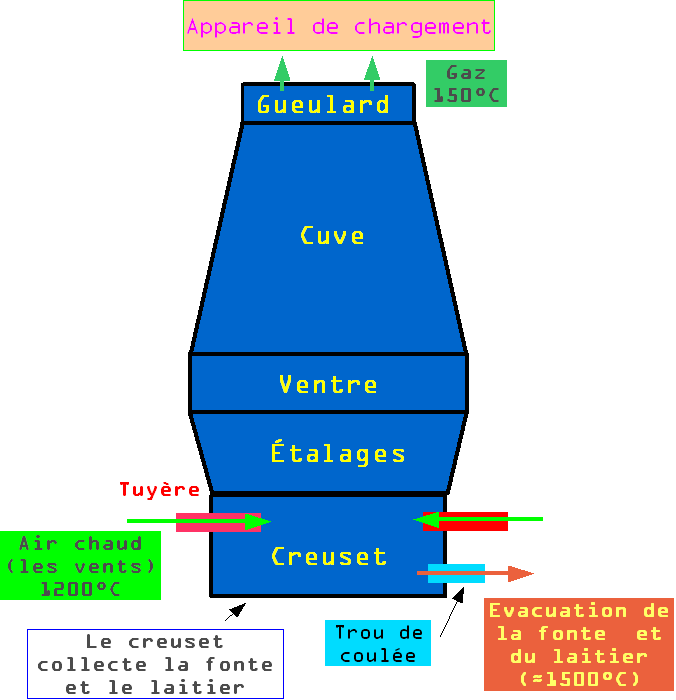
Haut-fourneau

Les minerais et matières nécessaires à la production de la fonte dans les Hauts Fourneaux sont principalement le charbon (la houille), le minerai de fer, les fondants et les produits réfractaires, et les Schneider ont compris dès leur arrivée au Creusot qu'il est impératif d'assurer leur approvisionnement.

##### Lecharbon.
Le charbon provient, au départ, essentiellement des mines du Creusot, et malgré la modernisation entreprise dès 1836 des méthodes d’exploitation, les tonnages ne suffisent plus. Les Schneider acquièrent alors les houillères de Montchanin et Longpendu.  En 1869, ils acquièrent les houillères de Decize (la Machine, département de la Nièvre), puis complètent l’approvisionnement auprès des houillères de Montceau les Mines.
Le coke est produit par carbonisation de la houille dans des fours. Au plus fort de la production de l’usine (années 1880), on compte 155 fours produisant quotidiennement 300 tonnes de coke.

##### Leminerai de fer.
À l'arrivée des Schneider en 1836, le minerai de fer provient de Mazenay et Change, situés à une trentaine de kilomètres du Creusot. Ce minerai ne contient que 25 à 27 % de fer, donc un minerai « pauvre ». De plus, il donne une fonte contenant de 1 à 2 % de phosphore, ce qui pose problème lorsqu'on transforme la fonte en acier.
Aussi les Schneider font-ils appel, pour les fabrications de qualité, à d’autres minerais provenant d'Algérie, d’Espagne et des Pyrénées, plus riches en fer et d’une plus grande pureté.

##### Lesfondants.
Les fondants, ajoutés à l’enfournement du haut fourneau pour obtenir un laitier fluide au moment de la coulée, sont en général de la castine (un carbonate de calcium) qui est approvisionnée par le canal du Centre.

##### Lesréfractaires.
Les Schneider créent en 1842 sur le Site de Perreuil une usine de production de produits réfractaires et de briques, nécessaires pour tous les fours et hauts-fourneaux du Site du Creusot, à partir de sable, argile et houille (pour la cuisson des briques).

##### LesHauts-Fourneaux.
Dès 1836, pour rattraper le retard technique par rapport à l’Angleterre, les Schneider apportent des perfectionnements aux processus sidérurgiques : machines à vapeur pour comprimer l’air soufflé dans les tuyères, gaz de « gueulard » pour préchauffer l’air injecté, accroissement des dimensions du fourneau pour augmente sa production et son rendement.
Le nombre de hauts-fourneaux est ensuite progressivement augmenté,, pour passer ainsi de 4 en 1837, jusqu’à 14 en 1867.
Leur hauteur est de 20 mètres, et chacun produit environ 100 tonnes de fonte par jour (utilisant 300 tonnes de minerai et fondants, et 100 tonnes de coke).
La fonte obtenue est utilisée, soit dans les fours Bessemer-Thomas, soit dans les fours Martin, soit pour le moulage.

#### Production de l’acier.
Deux grandes périodes marquent l’évolution de la technique de production de l’acier au Creusot, marquant la volonté des Schneider d'être à l'affût de tous les progrès dans ce domaine.
Dans la première période, le puddlage est la décarburation de la fonte obtenue au Haut Fourneau pour obtenir le fer. Mais la température de la fonte, puis du fer obtenu au cours de cette opération n’atteint jamais les 1520 °C, température de fusion du fer pur : on travaille donc un matériau solide ou visqueux.
Dans la seconde période, les inventions de Bessemer et de Martin permettent de franchir ce cap de température et d’obtenir l’acier liquide.

##### LePuddlage.

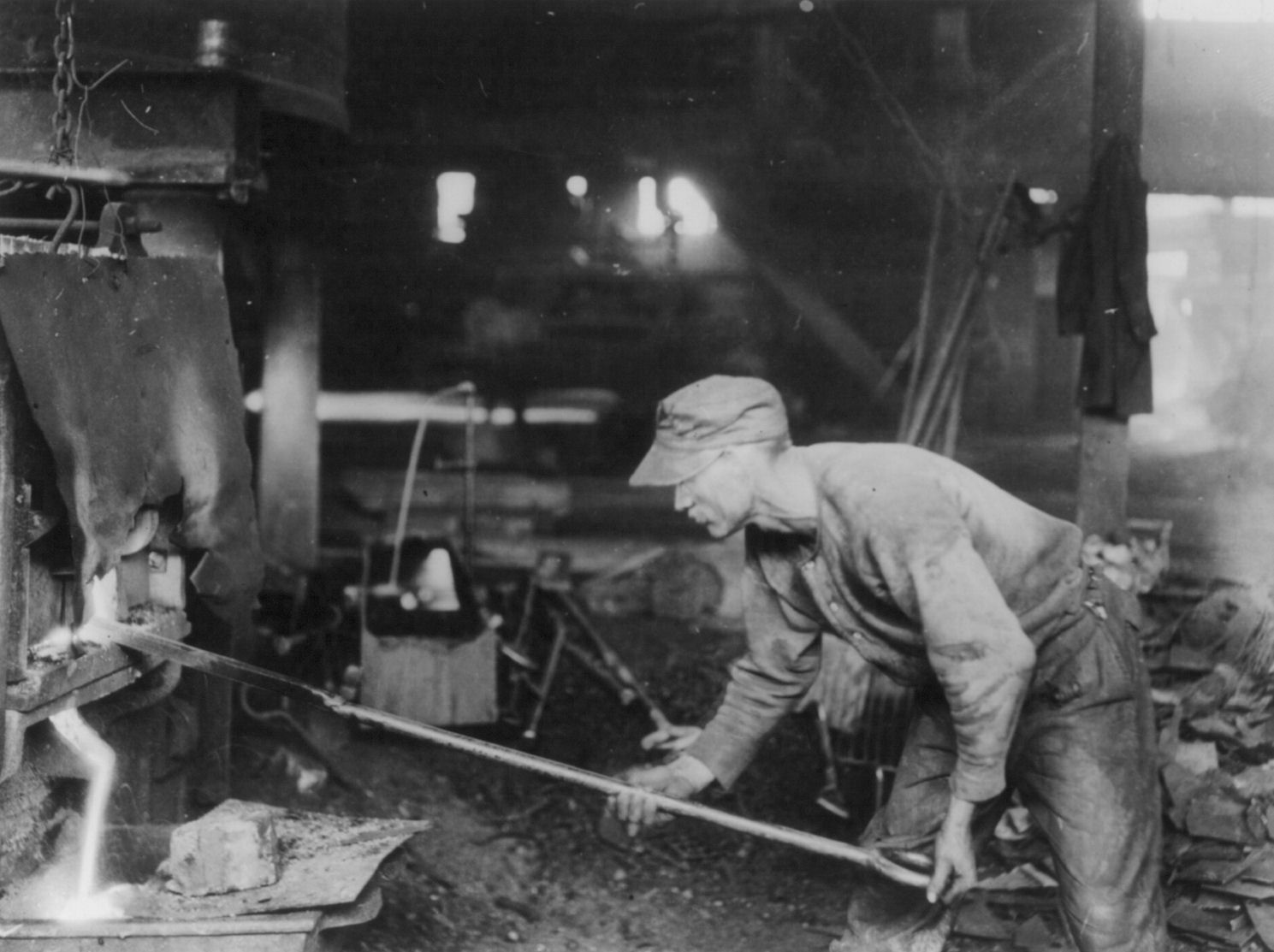
Travail du puddleur.

Le travail du puddleur, qui consiste à brasser le magma de fonte, fer, oxydes, puis à placer sous le marteau pilon pour le « cinglage », est un métier difficile et épuisant, entre l’effort physique et l’exposition à la chaleur. C’est pourquoi, en 1870, le Creusot met au point le four à puddler mécanique.
L’obtention d’acier liquide par les procédés Bessemer, Thomas, Martin, en maitrisant la teneur en carbone, et en permettant de traiter des quantités importantes à un meilleur coût, détrône ensuite rapidement la technique du puddlage.

##### Leconvertisseur Bessemer.
Les premiers essais en 1859 (soufflage d’air comprimé à travers la fonte liquide) montrent rapidement que la qualité obtenue par le procédé Bessemer est bien supérieure à celle du fer puddlé.
Deux premiers convertisseurs de 6 tonnes sont installés au Creusot en 1870, suivis par deux convertisseurs de 8 tonnes en 1872 et deux autres en 1874.

##### Leconvertisseur Thomas.
Le garnissage réfractaire acide des convertisseurs Bessemer ne permettant pas d’éliminer le phosphore lors de l’affinage, le métal obtenu a une fragilité excessive.
Le convertisseur Thomas apporte la solution avec un garnissage basique du convertisseur. Dès les essais faits en Angleterre en 1879, confirmant l’excellence du procédé, un premier convertisseur est installé au Creusot par les Schneider cette même année.

##### Lefour Martin Siemens.
Un nouveau four Martin, en utilisant des récupérateurs de chaleur décrits dans un brevet Siemens, assure l'obtention d’une très haute température de flamme, permettant d’affiner la fonte liquide, mais aussi de partir d’une charge froide de ferrailles ou de chutes métalliques et d’en réaliser la fusion.
En 1873, Schneider installe six fours Martin, et un septième four en 1878.
Dès 1879, les progrès réalisés dans les garnissages basiques de fours sont appliqués au four Martin, qui peut ainsi utiliser des fontes phosphoreuses. Dans les années 1890, le Creusot dispose de 4 fours Martin de 35 tonnes.
Les besoins d’aciers très importants durant la guerre 1914-1918 amènent ensuite les Schneider à créer au Breuil (proche du Creusot) une nouvelle aciérie Martin de 8 fours (6 de 60 tonnes et 2 de 30 tonnes).

##### Le four électrique.
L’élaboration d’aciers alliés spéciaux conduit les Schneider à installer dès 1917 un premier four électrique à sole basique, dont l’atmosphère peut être oxydante ou réductrice, cette dernière étant essentielle pour des opérations de désulfuration ou d’addition d’éléments d’alliages très oxydables.
Le développement de l’énergie électrique conduit ensuite le Creusot à abandonner, dans les années 1970, les fours Martin de l’aciérie du Breuil, pour les remplacer par des fours électriques (2 de 80 tonnes et 1 de 60 tonnes).

#### Le Laboratoire.
La nécessité de développer les matériels d’analyse chimique et de mesures mécaniques apparait dès les années 1870, et un Laboratoire spécialisé est créé au Creusot par les Schneider.
Des métallurgistes de talent font progresser rapidement les connaissances sur les propriétés des métaux, et sont reconnus internationalement.
On peut citer : Jean Barba (essai de traction et essai de fragilité), Floris Osmond (métallographie microscopique, contribution pour établir le diagramme Fer-Carbone), Jean Werth (trempabilité des aciers au nickel, développement des blindages de forte épaisseur), Charles Walrand (réalisation et tenue des réfractaires basiques)…

#### Transformation de lafonteet de l'acier: piècesforgéesetlaminées.
Dans ce domaine également, les Schneider sont constamment à l'affût des évolutions techniques. Le forgeage du mélange fer/scorie (puddlage) est d’abord réalisé manuellement par le marteau et la masse, et la première mécanisation est un martinet (marteau) actionné par un excentrique dont la rotation est fournie par un moulin à eau.

##### Lesmarteaux pilons:François Bourdon.
François Bourdon, ingénieur au Creusot, a l’idée de soulever cette masse à l’aide d’un piston, mû par la vapeur (François Cavé avait déposé un brevet en 1836, d'une machine à percer mue par la vapeur ou tout gaz élastique). Le brevet déposé en 1841 par François Bourdon, devança de 2 mois le brevet de James Nasmyth, et il est le premier à réaliser l’outil industriel,,. La masse tombante est de 2,5 tonnes et la hauteur de chute de 2 mètres.
En 1867, le Creusot dispose de 30 marteaux pilons à la forge et 24 dans les ateliers de construction.

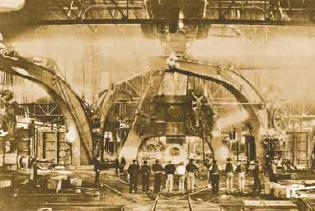
Marteau pilon de 100 t.

Les ingénieurs conçoivent ensuite des marteaux pilons de plus en plus puissants :  l’apogée (mondiale) est réalisée au Creusot en 1876 avec le pilon de 100 tonnes,.

##### LesPresses.
Les progrès réalisés dans les pompes, les cylindres et les circuits hydrauliques haute pression permettent, dans les années 1860, de construire les premières presses hydrauliques qui apportent une meilleure maîtrise et précision lors de l’écrasement du métal.    
Un atelier de 300 m de long et 50 m de large est finalisé au Creusot en 1867 pour loger des presses à forger de 1 200 tonnes, 2 000 tonnes, 3 000 tonnes, et jusqu’à 6 000 tonnes en 1885,.
Le perfectionnement de cette technique met fin progressivement aux marteaux pilons.

##### LeLaminage.
Le laminage permet d’obtenir une réduction d’épaisseur du métal par écrasement entre deux cylindres.
Une « Grande Forge à Laminoirs » est mise en service au Creusot en 1867, (450 m de long et 100 m de large).  En 1872, 3 500 ouvriers sont affectés à ce service.
La réussite métallurgique et technique dans le domaine des blindages amène les Schneider à produire des pièces de plus en plus épaisses et importantes. En 1900, de nouvelles cages de laminage, plus larges et plus puissantes, sont créées, et des moyens mécaniques sont mis en place pour remplacer la manipulation manuelle des produits.

#### Transformation de lafonteet de l'acier:pièces moulées.
Des pièces moulées sont produites à la Fonderie du Creusot pour les besoins internes (cylindres et cages de laminoirs, pilons et presses, lingotières…), mais également pour des Clients externes (locomotives, équipements de navires…)
Jusqu’en 1887, il ne s’agit que du moulage de pièces en fonte, dans trois ateliers de fonderies. Une petite fonderie de bronze et de cuivre existe également pour la fabrication des hélices de navire.
Après la mise au point de production d’acier liquide Thomas et Martin, une fonderie d’acier est créée en 1887, et qui se développe au détriment des fonderies de fonte.

#### Lasoudure
La soudure, qui se résume au début du XXe siècle aux procédés de forge, connait un bond technique grâce à l’invention en 1901 par Charles Picard du chalumeau oxyacétylénique qui fonctionne avec un mélange d’oxygène et d’acétylène, et qui, permettant d’atteindre une température de 4 000 °C, donne le départ du soudage moderne.
En 1902, Schneider et Cie, en particulier les Chantiers de Chalon-sur-Saône (chargés depuis 1839 de la construction navale,, et depuis 1853 de la production des ponts, et charpentes), décident d’investiguer cette nouvelle technique de production, très prometteuse en termes de rentabilité pour l’assemblage entre pièces (réalisé jusqu'à cette époque par rivetage).
À partir de juillet 1903, ils choisissent de réaliser leurs opérations de soudure (réservoirs, réparation de tôles, profilés…) avec ce procédé oxyacétylénique qui convient autant à des tôles de faible épaisseur qu’à des tôles fortes de dix à quinze millimètres.
Par la suite, ils font évoluer leurs opérations de soudure en adoptant régulièrement les évolutions de cette technique, comme la soudure à l’arc. Des développements continus seront mis en œuvre pour tenir compte de l’évolution des nuances de matériaux.

### La construction mécanique
L’outil industriel mis en place par les Schneider englobe toutes les étapes de l’industrie métallurgique, depuis les hauts fourneaux jusqu’à la construction mécanique. Les activités de construction mécanique nécessitent des moyens spécifiques importants, aussi bien comme soutien aux activités sidérurgiques (usinage de pièces forgées) que pour la production de matériel ferroviaire ou la production d’armes.

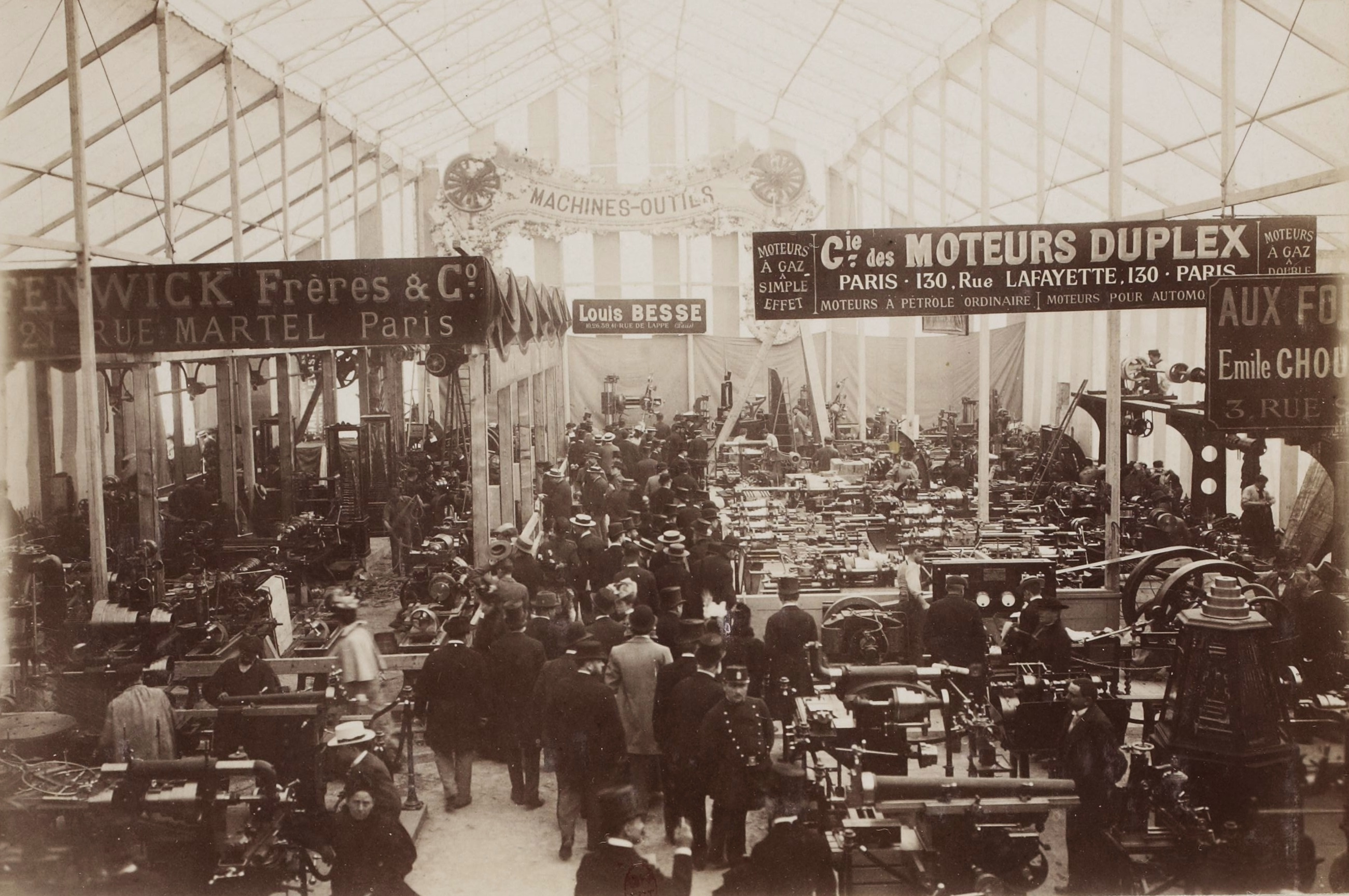
Machines-outils.

#### Lesmachines-outils
Les ateliers de constructions mécaniques, embryonnaires en 1833, font ensuite l'objet d'un développement considérable, en particulier pour leur parc de machines-outils.

##### Achat de machines
En mars 1837, les Schneider appellent à la direction de leurs ateliers de constructions mécaniques François Bourdon qui revient d’un séjour professionnel de trois ans aux États-Unis, où il a travaillé successivement comme ouvrier, contremaître, dessinateur et ingénieur. Bourdon dote l’usine de nouveaux ateliers et renouvelle complètement l’équipement creusotin à partir de 1839, faisant dans un premier temps venir d’Angleterre les machines et les outils les plus perfectionnés.

##### Conception et construction endogène
Les machines-outils venues d’Angleterre servent de modèles aux ateliers de construction mécanique du Creusot, qui très rapidement conçoivent eux-mêmes dans leurs bureaux d’études, et construisent dans leurs ateliers, sous la direction de François Bourdon les machines-outils nécessaires à leurs besoins croissants en moyens d’usinage.
De plus, le brevet du marteau-pilon déposé par François Bourdon en 1841,,, ouvre aux Schneider un nouveau débouché, qui restera l’un de leurs domaines de prédilection, l’équipement industriel d’usines en outillage, dont les machines-outils.
Ainsi, quatre ans seulement après avoir importé d’Angleterre l’équipement des usines du Creusot, ils sont devenus à leur tour acteurs dans l’outillage de l’industrie française, démontrant ainsi le bien-fondé de leur idée selon laquelle la France peut se hisser au même niveau que la Grande-Bretagne et même la concurrencer.
En 1867, les ateliers de construction au Creusot renferment 650 machines-outils, et 4200 à la fin du siècle.
On peut donner comme exemples de construction de machines remarquables les machines-outils spécifiques à l'usinage et la finition de canons de tous calibres dans des ateliers d'artillerie spécialisés : l'atelier Nord, créé en 1888, consacré à l'usinage des canons et affûts de moyen et gros calibre, nécessite des machines-outils de dimension impressionnante, jusqu’à 15 m de course, pour forer, aléser, rayer les canons les plus gros et les plus longs.
De même, en 1900, les ateliers d’ajustage et de montage, destinés à la réalisation des locomotives, des machines à vapeur et des moteurs à gaz disposent de machines-outils de dimensions exceptionnelles, parmi lesquelles on peut citer un tour à plateau de 10 m de diamètre, des tours et foreuses pouvant tourner et percer des arbres de 25 mde longueur, ou une machine à tailler les engrenages coniques jusqu’à 3 m de diamètre.
Ensuite, au cours de la période 1911/1914, les ateliers d'artillerie du Creusot connaissent les développements les plus importants pour se spécialiser dans l'usinage et le montage des gros canons, avec des machines-outils de plus de 50 m de longueur.

##### L’ajustage
Toutes les pièces unitaires issues des ateliers de forgeage ou des laminoirs passent ensuite entre les mains des ajusteurs et des chaudronniers, qui les usinent, les mettent en forme et les rectifient ; on les réunit ensuite dans les ateliers de montage, où l’on n’a plus qu’à les assembler pour constituer des locomotives ou des puissantes machines, comme des machines marines ou des moteurs à gaz.
L’ajustage et le montage occupent des ateliers considérables où travaillent un millier d’ouvriers. Dans ces ateliers sont installés plus de cinq cents machines-outils de toutes sortes.

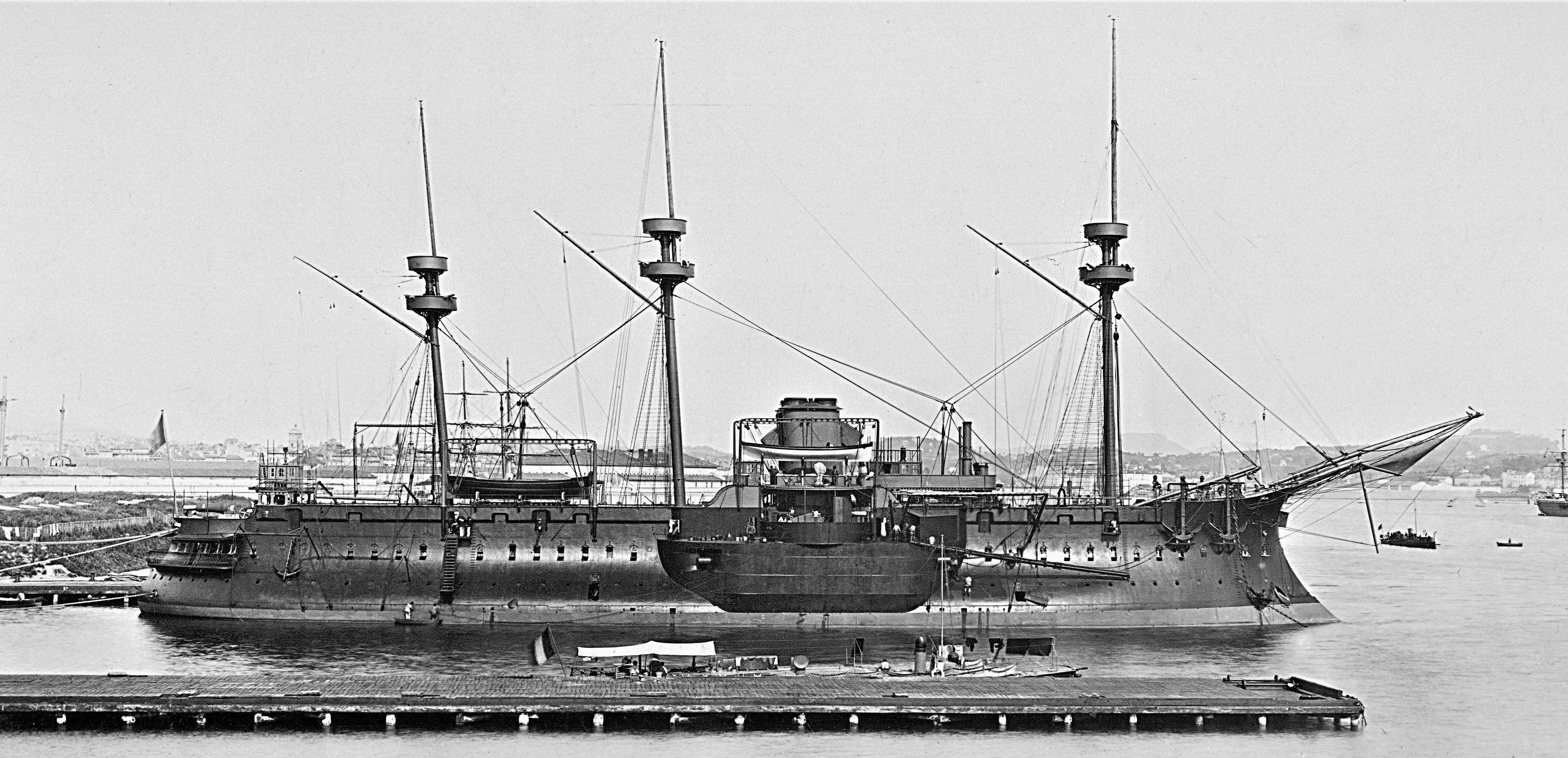
Cuirassé le Redoutable

Ainsi, de 1838 à 1900, il a été construit au Creusot plus de 900 machines de différents types et plus de 2700 locomotives. Les machines marines à elles seules représentent plus d’un demi-million de chevaux : parmi elles figurent celles des cuirassés Redoutable (1874), Courbet (1875), Indomptable (1879), Formidable (1880), Magenta (1884), Charles-Martel (1891) et Charlemagne (1894), des croiseurs Chanzy (1889), Kléber (1898), Dupetit-Thouars (1898), Gloire (1899)…

### L’artillerie
La victoire prussienne de 1870 avait témoigné de la supériorité des canons Krupp, c'est-à-dire du rôle croissant de la puissance industrielle et métallurgique dans la conduite de la guerre.
C'est cette constatation de l'infériorité de l'artillerie française pendant cette guerre qui conduit le Président Thiers à s'entretenir avec Eugène Schneider en août 1871 de la possibilité de fabriquer des canons en acier au Creusot,, (c'était d’ailleurs renouer avec les origines de l'ancienne « fonderie royale » du Creusot qui avait coulé de nombreux canons de fonte et de bronze de type Gribeauval pendant les guerres de la Révolution et de l'Empire).

#### Ateliers d’artillerie du Creusot
La première étape concerne la mise au point d'un acier à canons et à blindages. Ensuite la Forge est équipée d'engins suffisamment puissants pour forger d'énormes lingots d'acier pour ces plaques de blindage et canons.
Jusqu'en 1888, Le Creusot fabrique surtout des éléments de canons ébauchés en acier, et dont l'usinage final et l’assemblage sont le plus souvent réservés aux arsenaux d’État.
Ce sont les perspectives de commandes étrangères, de plus en plus importantes après 1884, qui conduisent Schneider à créer en 1887 et 1888 les premiers ateliers d'artillerie au Creusot, pour y procéder à l'usinage et à la finition de canons de tous calibres, qui sont ainsi livrés complets.
L'atelier Nord, créé en 1888 (d'abord fort modeste, puisqu'il ne couvre que 3 500 m2) est surtout consacré à l'usinage des canons et affûts de moyen et gros calibre, nécessitant des machines-outils de dimension impressionnante (voir plus haut). Il fournit également des tourelles en fonte durcie pour le Génie français.
La fin du siècle est marquée par de nouveaux développements. Pour faire face à l'accroissement prévisible des commandes, non seulement l'atelier Nord est agrandi, mais en 1897 et 1898 s'ajoute l'atelier Sud, orienté surtout vers la fabrication du matériel de campagne.
En 1900, ces ateliers s'étendent sur près de 3 hectares ; ils peuvent usiner et finir tous les types de canons, fabriquer pour le Génie des tourelles à éclipses et autres ouvrages cuirassés ; ils disposent des équipements les plus modernes, en particulier les ponts roulants électriques construits par les usines, avec la participation des ateliers d'électricité du Creusot.
C'est à la veille de la guerre, au cours de la période 1911-1914, que les ateliers d'artillerie du Creusot connaissent les développements les plus importants pour se spécialiser dans l'usinage et le montage des gros canons, des matériels de bord et de côte, et des tourelles assurant la protection de ces matériels. Étendus sur près de 6 ha, la surface des ateliers double encore entre 1900 et 1914, et l'outillage, avec un pont électrique de 120 t et des machines-outils de plus de 50 m de longueur, est encore plus puissant et plus perfectionné.

#### Ateliers d’artillerie du Havre et de Harfleur
Schneider rachète en 1897 les ateliers d’artillerie du Havre, l’implantation de ces ateliers étant plus favorable que celle du Creusot, tant pour les approvisionnements en matières que pour l'expédition des pièces usinées, soit par chemin de fer, soit par mer, par suite des liaisons établies avec la gare et le port du Havre.
Au début du XXe siècle, au lieu de développer plus encore les ateliers du Havre, on préfère créer de nouveaux ateliers à Harfleur, en pleine campagne normande et réaliser des installations très modernes, qui ont mobilisé en quatre ans, de 1905 à 1908, des capitaux considérables.
En 1914, les ateliers d'Harfleur couvrent une surface presque comparable à celle de l'ensemble des ateliers du Creusot. Ils sont consacrés à la fabrication des matériels et des projectiles.

#### Bilan global des activités d'artillerie
En 1913, l'ensemble des ateliers d'artillerie ne rassemble que 12 % de la main-d’œuvre totale, mais dégage plus de 30 % du chiffre d'affaires de la société.
Les seuls ateliers d'artillerie ont absorbé en 18 ans, de 1897 à 1914, près de 24 % du total des investissements.

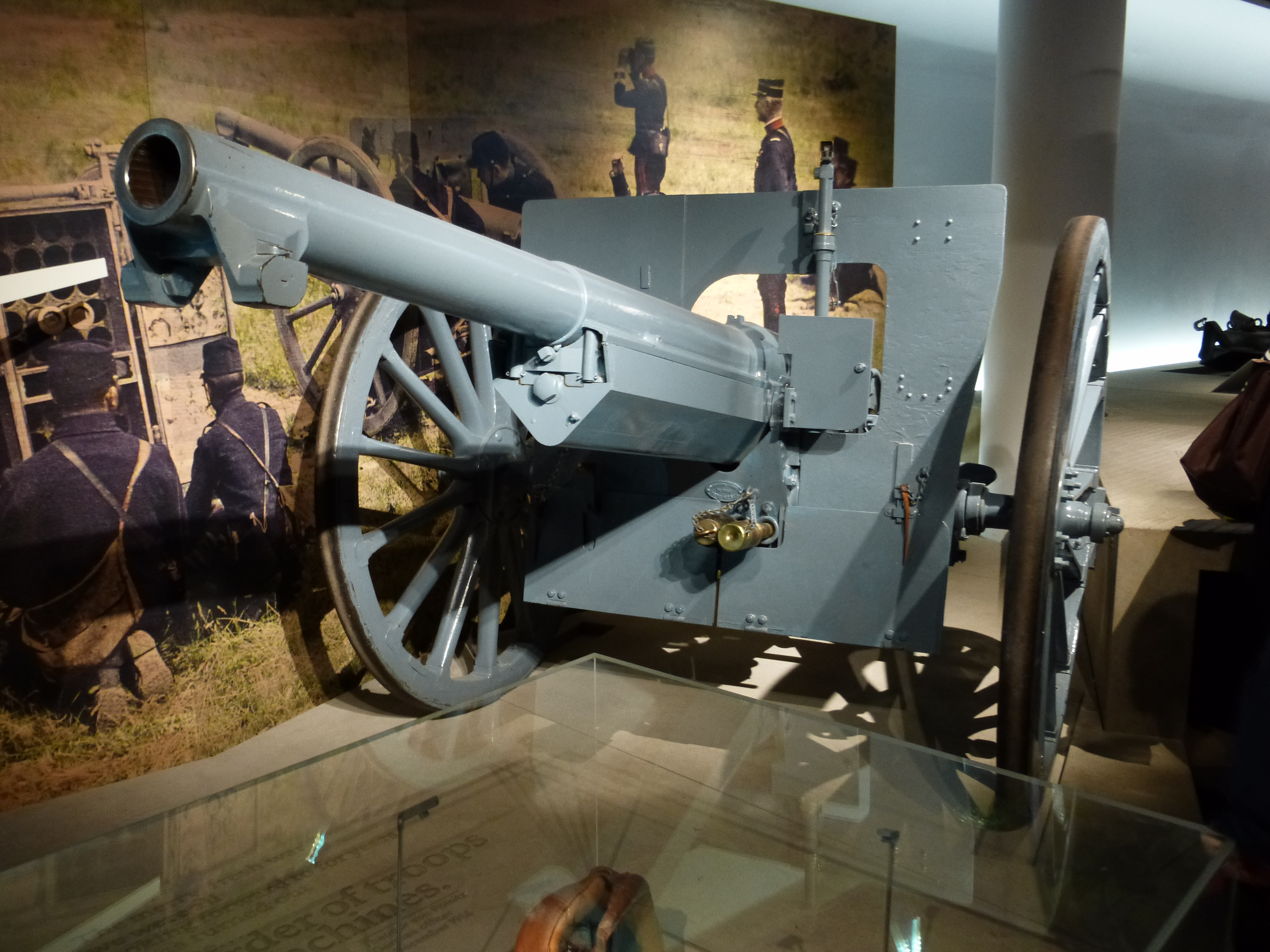
Canon de 75mm, modèle 1897

Les ingénieurs de Schneider font par ailleurs preuve d’innovation : c'est en 1898 qu'est adopté par l'Artillerie française le fameux canon de 75 mm modèle 1897 à tir rapide.
L'Exposition de 1900 permet en outre de mettre en avant la qualité des armements Schneider. Le Creusot peut ainsi y proposer un système complet d'artillerie Schneider-Canet modèle 1900, mis au point par l'ingénieur Canet.
Ces innovations bénéficient plus encore des démonstrations « en grandeur nature » : ce sont les guerres qui ont fait la réputation des canons Schneider, d'abord celle des Boërs en 1899, face aux canons anglais Armstrong, puis les guerres balkaniques, face aux canons Krupp et Skoda.
Ensuite, la firme est fortement touchée par la crise du début du XXe siècle et le recul de la demande internationale.
Cela conduit la direction à mettre les ateliers du Havre « en veilleuse » afin de réserver une alimentation minimum à ceux du Creusot.

#### Les Polygones d’essai
Pour les vérifications des matériels construits (incluant les blindages), pour la mise au point de nombreux matériels et leurs perfectionnements, pour les tirs d'essai, ainsi que pour les démonstrations des matériels d’artillerie devant la clientèle, la Société Schneider dispose de quatre stands de tirs d’essais, appelés « Polygones ».
Au Creusot, le manque d'espace oblige à se contenter des essais de tirs à courte portée dans le Polygone de la Villedieu, créé dès le début des fabrications militaires. Celui de Saint-Henri, de création plus récente, au début du XXe siècle, est destiné aux tirs indirects des obusiers. Une rue du Pas de Cible garde encore le nom de ces installations.
Mais c'est sur les Polygones pour tirs à longue portée du Hoc et surtout de Harfleur (rachetés avec les ateliers du Havre en 1897) que l'on peut établir les tables de tir des divers matériels, et procéder aux essais à grande distance, jusqu'en mer.
Avant 1914, le grand nombre de tirs effectués chaque année, soit quelque 20 000 coups, témoigne de l'importance accordée à la méthode expérimentale, onéreuse sans doute, mais c'était le prix à la fois de la meilleure qualité et de la meilleure publicité.

### La construction navale
En 1839, en parallèle du développement des ateliers mécaniques du Creusot, Eugène Schneider crée, avec les compétences de François Bourdon, les Chantiers de construction de Chalon-sur-Saône, situés en bord de Saône, en face de l’arrivée du canal du Centre ouvert en 1793,.
La construction fluviale est l’activité de départ des Chantiers de Chalon, dont l’implantation permet la production des unités fluviales à partir des matériaux (tôles, forgés…) et des moteurs fabriqués à l’usine du Creusot, puis acheminés par le canal du Centre. Dès 1839, Schneider obtient, de la part de la Marine Nationale, la commande de l’appareil propulsif de la corvette à vapeur « Pluton » (220 CV). La construction fluviale se développe ensuite grâce aux connaissances techniques que François Bourdon a acquises lors de ses périples aux États-Unis et en Angleterre.
Ainsi, de 1839 à 1894, plus de 80 unités fluviales voient le jour : bateaux (certains jusqu’à 140 m de longueur), remorqueurs, chalands, grues flottantes, principalement destinés à la Saône, au Rhône, quelques-uns rejoindront la Moselle et le Rhin.
À partir de 1885, la construction navale prend un nouvel essor avec les fabrications militaires : les Établissements Schneider et Cie abordent avec succès les études et l’exécution de torpilleurs et contre-torpilleurs pour la Marine. Les appareils moteurs et évaporatoires sont confiés aux Ateliers de Construction du Creusot, tandis que les Chantiers de Chalon exécutent les coques et l’armement. Ces petits navires (jusqu’à 38 m de longueur), complètement terminés, descendent sur Toulon par leurs propres moyens.
Dans la période 1886-1914, les Chantiers fabriquent 93 torpilleurs et contre-torpilleurs, dont 30 pour des clients étrangers.

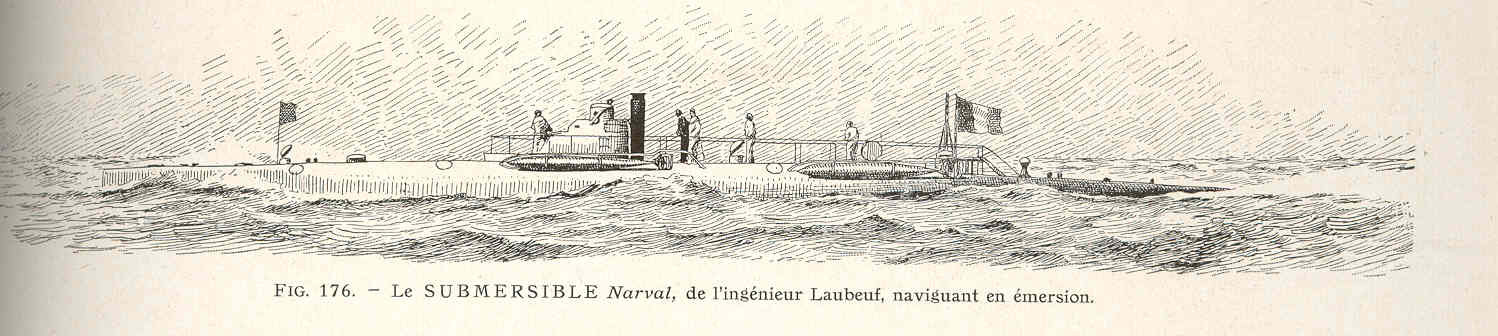
Submersible Narval

En 1908, toujours à l’affût des inventions prometteuses, Schneider entre en contact avec un ingénieur du Génie Maritime, Maxime Laubeuf, qui a conçu les plans du Narval (120 t en surface, 200 t en plongée), prototype des submersibles, nom donné jusqu’en 1914 aux sous-marins français de haute mer. Chalon réalise les premiers sous-marins Schneider-Laubeuf, dont les dimensions réduites conviennent parfaitement à ses possibilités (premier lancement en 1910 du sous-marin L’Aguirre, d’une longueur de 46,25 m, et d’un déplacement en surface de 300 t, et en plongée de 440 t).
De 1910 à 1912, il porte principalement ses efforts sur la fabrication des submersibles, et jusqu’en 1935, 16 sous-marins (certains jusqu’à 800 t de déplacement en plongée) sortent ainsi des Chantiers Schneider à Chalon.
À partir de 1910, les fabrications militaires supplantent donc progressivement les fabrications fluviales civiles. La participation de Schneider et Cie à la Construction Navale Française sera toujours très active : tantôt leurs Établissements collaborent avec les Arsenaux de l’État pour fournir à ces derniers les cuirasses, les machines motrices avec leurs chaudières, les appareils de manœuvre des canons… tantôt ils construisent eux-mêmes dans leurs Chantiers de Chalon. Lorsqu’il s’agira de navires trop grands pour la situation fluviale de Chalon, Schneider et Cie coopèrent avec les Chantiers de construction de Bordeaux.
Grâce à des aménagements de la Saône et du Rhône (amélioration des rives, construction de barrages et d’écluses, dragages, construction entre 1864 et 1871 du canal Saint-Louis permettant la communication entre le Rhône et le Golfe de Fos), la construction de bateaux militaires de plus en plus lourds aux Chantiers Schneider de Chalon à partir de 1886 a été possible. Des moyens spéciaux pour assurer le transfert des torpilleurs et des sous-marins entre Chalon et la Méditerranée sont également développés par les Chantiers. Trois docks flottants seront ainsi construits : deux chalands-docks en bois, et un chaland métallique.
En 1909, Schneider et Cie acquièrent l’anse du Creux-Saint-Georges, située sur la presqu’île de Saint-Mandrier, au sud de la rade de Toulon, qui offre aux bateaux un abri particulièrement calme, protégé contre les vents régnants. Ils y établissent une station d’essais où se rendent les submersibles aussitôt leur construction terminée à Chalon. En vertu d’une autorisation particulière du Département de la Marine, l’un des secteurs de la grande rade de Toulon est réservée constamment à Schneider pour les exercices de plongée de leurs submersibles.
La construction navale cessera son activité à Chalon en 1957.

### Ponts etcharpentes
Le développement continu du chemin de fer à partir de 1850 entraînant une baisse d’activité de la construction navale, les chantiers Schneider créent à Chalon une activité « Ponts » en 1853,, et une activité « Charpentes » en 1857,.
Ces deux activités sont indispensables à l’accompagnement du développement du chemin de fer (par la production de ponts métalliques et de charpentes de gares), et elles permettent en outre la reconversion des métiers de base que sont le soudage et la chaudronnerie, maitrisés par les Chantiers de Chalon grâce à leur savoir-faire dans le secteur naval (fabrication des charpentes de coques de navire et des ponts sur les bateaux).
Les ingénieurs et techniciens de Schneider ont acquis, dans ces domaines, une culture particulière nécessitant des adaptations avec des remises en cause quasi permanentes dues : au développement continu des mathématiques appliquées, à l’intégration des progrès de la métallurgie de l’acier et des techniques de construction (rivetage, soudage, boulonnage), aux progrès des sciences appliquées (résistance des matériaux, essais, contrôles, épreuves…), à l’évolution des procédés de construction associant le béton à l’acier, aux modifications successives des normes et règlements de construction.

#### Ponts métalliques
En 1853, les premiers ponts qui sortent des Chantiers de Chalon sont destinés à la Compagnie des chemins de fer Paris-Lyon, ils sont érigés près de la gare de Lyon-Vaise. Pendant les dix années suivantes, 150 ponts de dimensions diverses (jusqu’à 400m de longueur) fabriqués à Chalon sont destinés aux chemins de fer en essor. Ils équipent les lignes françaises et étrangères.
Dès 1880, Schneider et Cie se lance aussi dans la fabrication de ponts militaires conçus par le Général Marcille,.
Dans la seconde moitié du XIXe siècle, Schneider et Cie ne se limite pas aux superstructures métalliques : il se diversifie en ouvrant en 1865 une unité destinée à la fabrication des caissons de fondation de ponts, ce qui le conduit à s’associer avec deux des plus grands entrepreneurs français : Hersent et Fives-Lille.

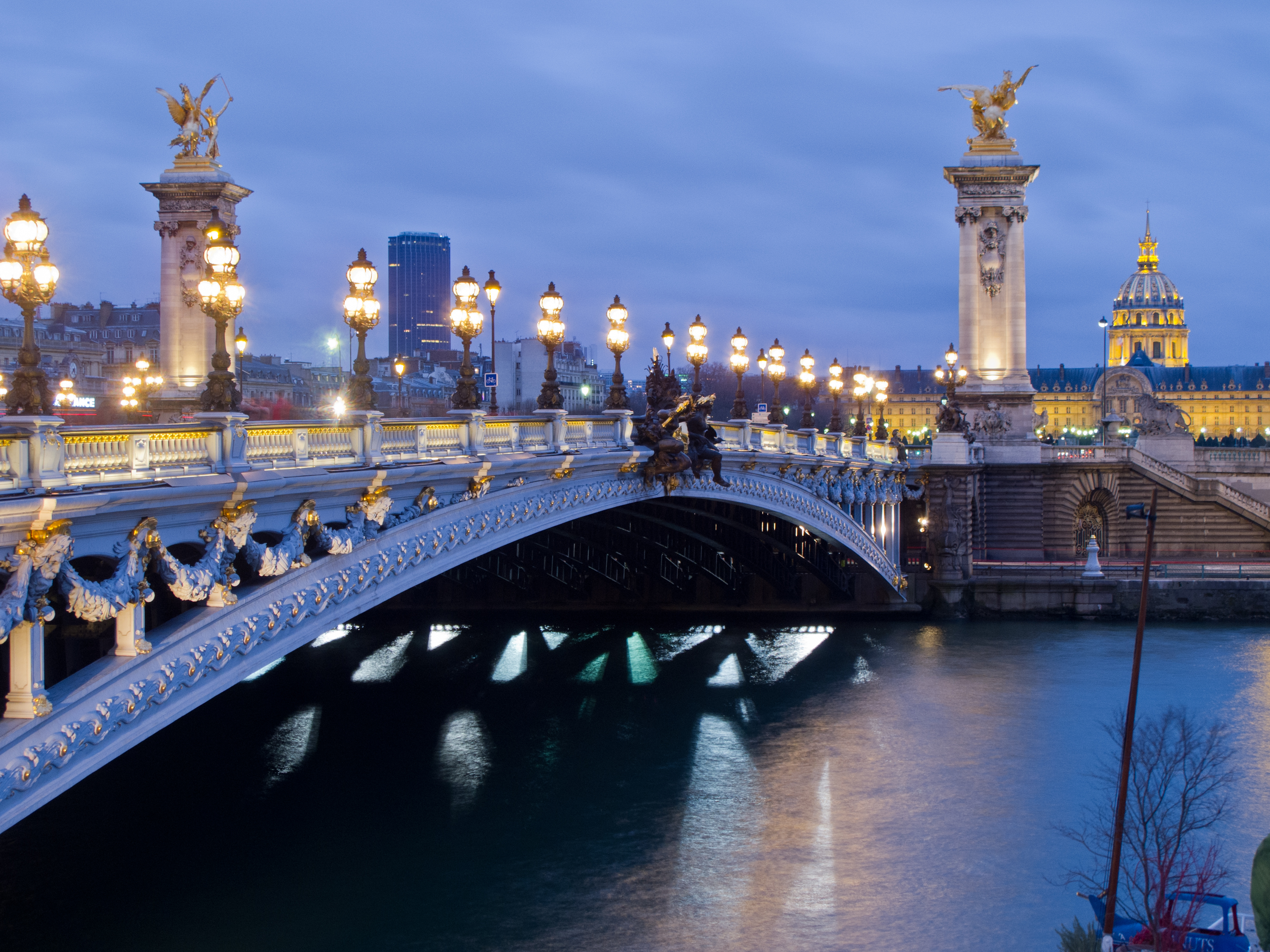
Pont Alexandre III - Paris

Dans le cadre de ces collaborations, il faut noter la réalisation du pont Alexandre III,, ouvrage routier de prestige construit en association avec Fives-Lille pour l’exposition universelle de 1900. Les Chantiers de Chalon sont chargés de l’étude des procédés de montage, et du montage lui-même, Fives-Lille assurant la fabrication et l’usinage des éléments.
Un autre projet d’envergure de Schneider et Cie retient l’attention : celui de pont sur la Manche.
Dès 1894, Schneider et Cie, associé à Hersent dans la Société d’Études et de Construction créée spécialement pour réaliser les études du pont sur la Manche, propose à l’administration ministérielle le projet d’un pont reliant la France à l’Angleterre. L’ouvrage envisagé a une longueur de 33,450 km, des travées alternativement de 500 et 400 m, et la profondeur d’eau atteint le long du tracé au maximum 51 m. L’avant-projet prévoit par ailleurs une travée pivotante à chaque extrémité de l’ouvrage afin que de part et d’autre on puisse « couper les ponts » à la première menace d’invasion. Concurremment, un projet de tunnel fut proposé. En définitive, malgré l’avis très favorable de l’Administration Française ainsi que des militaires anglais, qui écartaient la solution tunnel, le projet de cet immense pont Schneider-Hersent ne verra jamais le jour, principalement pour des raisons financières.
C’est aussi pendant cette période que Schneider et Cie se lancera dans deux grandes aventures industrielles lointaines : en Amérique du Sud (Argentine et Chili - Le gouvernement Chilien confie en 1890 à Schneider l’édification de tous les ponts en acier des nouvelles lignes de chemin de fer) et en Extrême-Orient (Chine et Indochine).
À partir des années 1950, la « SFAC Usine de Chalon-sur-Saône » (nouvelle appellation des « Chantiers Schneider ») participera à l’étude, à la fabrication d’éléments métalliques, au montage des grands ouvrages réalisés en France au sein de consortiums : le viaduc de chemin de fer de Caronte (plus grand pont ferroviaire d’Europe), le pont de Tancarville sur la Seine (record d’Europe des ponts suspendus à l’époque de sa mise en service), le pont de Sèvres sur la Seine (premier grand pont soudé en acier A52), le pont d’Aquitaine sur la Gironde à Bordeaux (plus haut d’Europe à travées suspendues).
Dès 1967, la SFAC propose un système de viaducs métalliques démontables baptisé « Toboggan » qui apporte une solution élégante à l’amélioration de la circulation dans les villes.
En 1972, Creusot-Loire abandonne la fabrication de ponts métalliques. Ainsi, depuis 1853, 140 000 tonnes d’éléments métalliques pour les ponts de franchissement sont produites par les « Chantiers Schneider de Chalon-sur-Saône ».

#### Charpentes métalliques
En 1857 débute la fabrication de charpentes métalliques aux Chantiers de Chalon. Une des premières réalisations est la charpente pour les hangars et entrepôts de Bercy (400 t).
En 1862, 3 800 t sont produits pour la charpente de la Grande Forge de l’usine du Creusot (halle de 360 m de long sur 100 de large). La Grande Forge offre un modèle architectural qui peut parfaitement s’adapter aux gares de chemin de fer, aux docks et aux grands ateliers de la marine et de l’industrie. Elle ouvre à Chalon une clientèle diverse et nombreuse aussi bien en France qu’à l’étranger.
En France, on retient comme réalisations exceptionnelles la charpente de la gare de la Cie d’Orléans à Paris (gare d’Austerlitz) en 1867 (1 575 t), ainsi que la charpente de la galerie des machines à l’Exposition Universelle de Paris de 1878 (3 745 t).

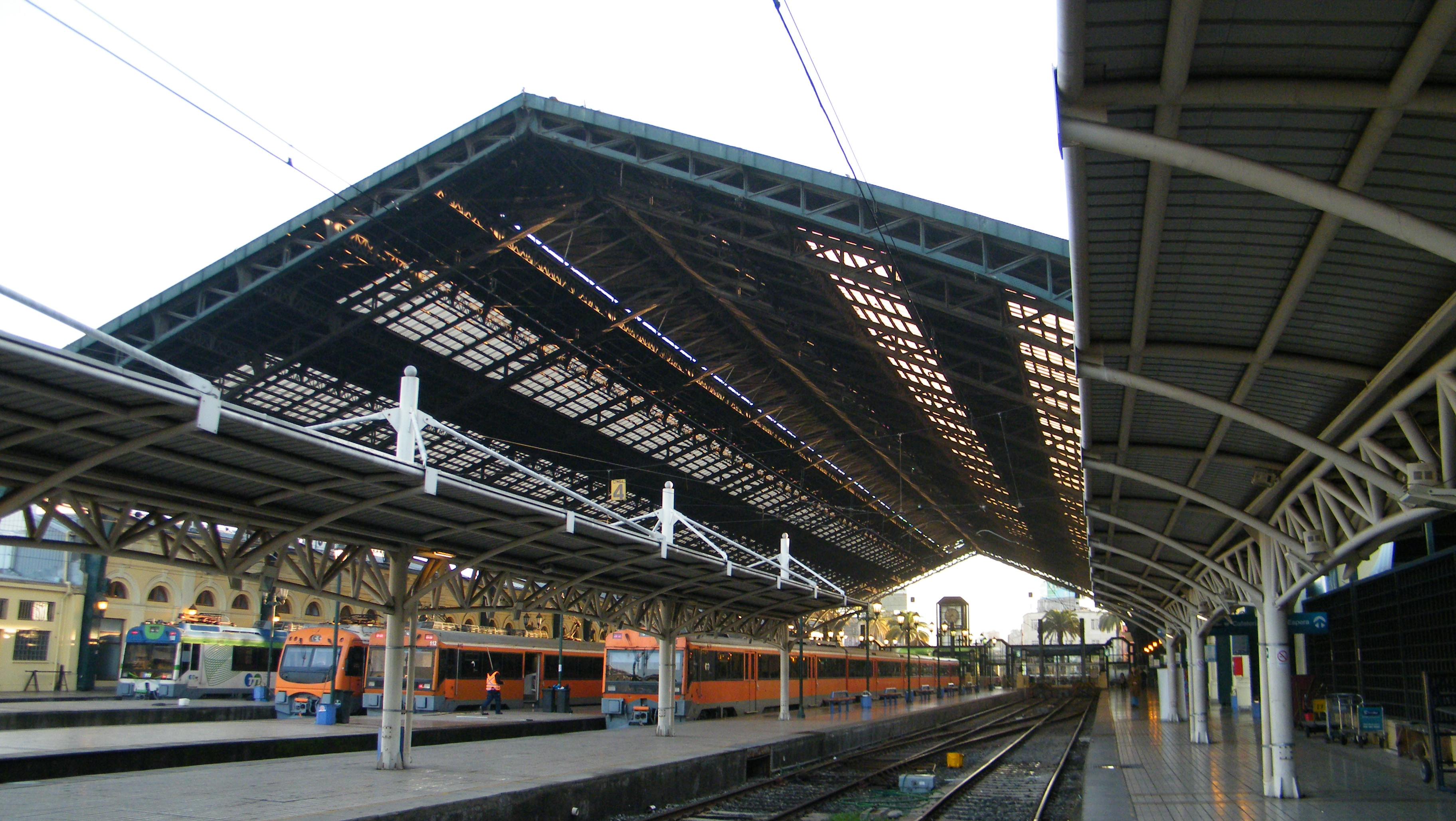
Charpente de la gare de Santiago du Chili

À l’étranger les Clients sont nombreux : en Italie, Espagne, Suisse, Chili, Bolivie, Transvaal, Argentine, Madagascar… et de nombreuses réalisations font la renommée de Schneider et Cie, comme la charpente de la gare de Santiago du Chili en 1897 (933 t).
Ainsi par exemple, de 1857 à 1911, plus de 66 000 t de charpentes, planchers et poutres sont produits par les Chantiers de Chalon.
Dès les années 1860, la technique des charpentes permet d’introduire une nouvelle fabrication à Chalon, les grues, dont la structure métallique est identique. Importants objets de manutention, elles sont utiles aussi bien à l’intérieur des usines que sur les chantiers de construction et les ports. Elles servent en premier lieu aux usines Schneider, mais finissent par être considérées comme un débouché supplémentaire sur le marché métallurgique. Les premiers clients extérieurs se manifestent en 1868 : la Marine nationale commande une grue flottante d’une force de 6 000 kg, destinée à l’arsenal de Toulon. De nombreuses commandes de l’étranger sont également réalisées (ports de Rosario et Buenos-Aires en Argentine, port de Para au Brésil).
De 1860 à 1911, 4 300 t de grues, bigues, pont-roulants, cabestans sont ainsi réalisées par les Chantiers de Chalon.

### L’approvisionnement électrique
La grande avancée de la fin du XIXe siècle, c’est l’utilisation industrielle de l’énergie électrique et Schneider et Cie, là encore, est à l’avant-garde.
Le développement de l’énergie électrique est tout d’abord lié au développement des machines à vapeur, pour lesquelles la détente variable avec régulateur, mise au point entre 1836 et 1850, se vulgarise à partir de 1870 avec les machines Corliss, rendues célèbres à l’exposition universelle de Paris de 1867.
Les machines Corliss étaient utilisées pour fournir de la puissance mécanique à diverses machines, mais également pour faire tourner des dynamos capables de produire de l’électricité. Leurs qualités de régulation en faisaient les machines idéales pour l'énergie motrice dans les usines de production électrique.

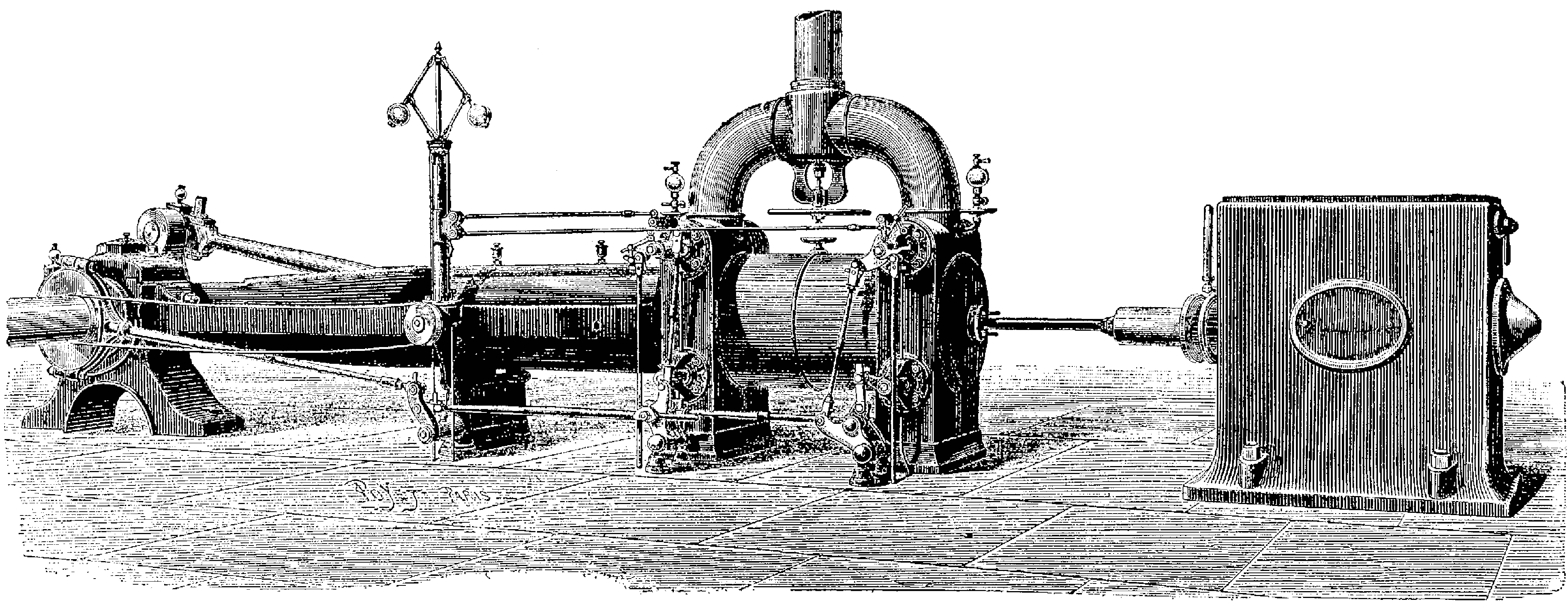
Machine Corliss-Schneider

À partir de 1883, Le Creusot fabrique des machines à vapeur Corliss, avec un type redéfini en interne à la suite de recherches expérimentales (machines Corliss-Schneider),.
Les ateliers creusotins des chemins de fer et des chaudronneries sont dès lors équipés, pour l’actionnement de leurs outils, de deux machines Corliss pouvant développer, l’une et l’autre, environ 150 CV.
Les besoins croissants en énergie, pour la production des aciers spéciaux ou des armements (nécessitant de très hautes températures), bannissent l’emploi des anciens systèmes de chauffage, et seule l’électricité peut répondre à ces nouveaux besoins. Henri Schneider fait donc installer de 1891 à 1893 au Creusot une station centrale d’électricité équipée de machines Corliss.
Le début de l’électrification des ateliers a lieu en 1895, et dès 1894, l’Hôtel-Dieu, à sa construction, est relié à la centrale électrique de l’usine.
Au Creusot, l’électricité est appliquée comme force motrice à la forge, les ponts-roulants sont électrifiés, et en 1900, l’éclairage électrique remplace l’éclairage au gaz dans les ateliers. L’électrification touche également Chalon qui commence en 1900 la construction de bateaux de guerre beaucoup plus importants.
Par ailleurs, afin de contrôler et diversifier les sources de l’énergie électrique qui alimente les usines, Schneider et Cie choisissent de prendre des participations dans des sociétés visant à l’aménagement de chutes dans les régions voisines de la Bourgogne, s’orientant ainsi vers une source d’énergie hydro-électrique, alternative et complémentaire.
Ainsi, Schneider et Cie achètent en 1892 une part du capital de la Société Lyonnaise des Forces Motrices du Rhône (SLFMR) qui vient d’être créée, avec la double perspective de contrôler à long terme une source d’énergie hydro-électrique relativement proche de leurs usines bourguignonnes, et de recueillir à court terme des commandes pour ces mêmes usines. C’est chose faite avec la construction du canal de Jonage et de l’usine-barrage de Cusset, premier élément d’aménagement du Rhône, et dont la construction s’achève en 1899 (Schneider y étant associé pour le montage des parties électriques et hydrauliques). Cette centrale hydro-électrique est alors la plus puissante du monde (7 MW).
Ensuite, Schneider et Cie ne se contentent pas d’explorer la piste SLFMR. Ils entrent en relation avec un groupe franco-suisse qui se constitue en 1910 en vue d’obtenir les concessions française et suisse indispensables à l’aménagement de la chute de Chancy-Pougny sur le Rhône, à la frontière franco-suisse.

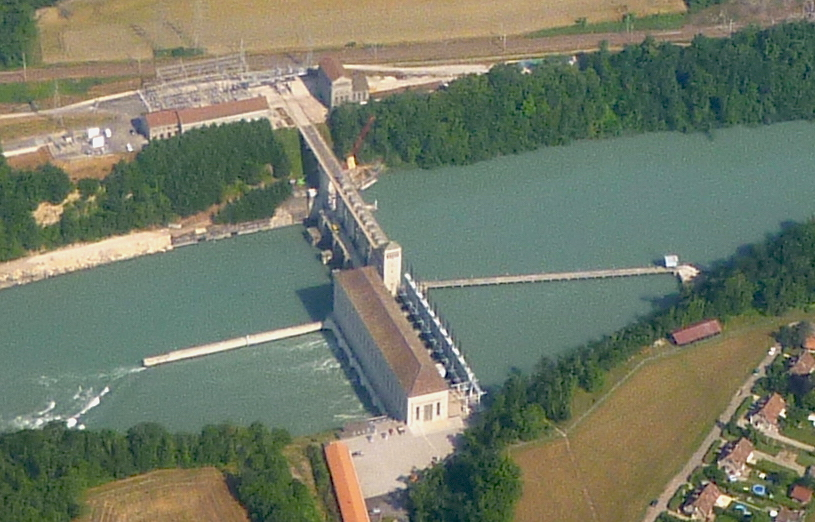
Barrage de Chancy-Pougny

L’octroi de ces concessions en 1917 et 1918 rend possible la réalisation du barrage de Chancy-Pougny. Dans cette perspective, Schneider et Cie créent en 1919, avec la Rhône Land and Water Power, une filiale, l’Énergie électrique de Rhône-Jura (EERJ), qui émet des obligations avec la garantie Schneider, et qui récupère comme filiale la Société des forces motrices de Chancy-Pougny (SFMCP). L’accord prévoit que tout le courant est livré à l’EERJ, dont le siège est à Paris, mais qui a pour principaux clients les usines de Schneider en Saône et Loire (Le Creusot et Chalon), situées à 160 km de Chancy.
Les fournitures mécaniques et métalliques sont ventilées entre Schneider et Cie et des sociétés suisses. Les éléments de turbine d’un poids important sont fabriqués par Le Creusot. Les alternateurs accouplés directement à chaque turbine sont construits à Champagne-sur-Seine. Les travaux s’achèvent à la fin de 1924. La centrale délivre une puissance de 38 MW, et la fourniture de courant au Creusot commence le 4 mai 1925,, et permet d’économiser près de 150 000 t de charbon par an.
Entre temps et en parallèle à cette diversification dans l’énergie hydro-électrique complémentaire, Schneider et Cie construit au Creusot en 1911, dans la plaine des Riaux, la centrale thermique dite « Station Centrale Force et Lumière », qui fournit la force motrice électrique et l’éclairage des usines de la ville.
Cette Station Centrale comporte initialement 3 moteurs à gaz de hauts fourneaux couplés à des alternateurs, d’une puissance totale de 3 MW.
Les besoins croissants en énergie électrique (pour la Grande Forge, les Laminoirs, l’usine du Breuil …) conduisent au renforcement de cette Station Centrale, qui se fait en plusieurs étapes.
En 1918 : la salle est agrandie, avec plusieurs groupes turbo-alternateurs, et chaudières et silos à charbon nécessaires à la production de la vapeur.
En 1921 : 5 groupes turbo-alternateurs supplémentaires sont installés, pour une puissance totale de 12.3 MW.
Ainsi, vers 1950, la puissance totale est de 45 MW.
En 1946, la loi du 8 avril établit la nationalisation de l’ensemble des sociétés privées de production, de transport et distribution d’électricité en France. Schneider et Cie supprime donc le service électrique creusotin « Force et Lumière », et s’abonne pour ses besoins en énergie électrique à la nouvelle société nationale « Electricité de France » (EDF).

### La construction électrique
À la fin du XIXe siècle, Schneider et Cie, qui est comme on l’a vu une entreprise venue de la métallurgie, entreprend de se diversifier dans l’électricité.
Les premières incursions de Schneider et Cie dans le domaine de la production électrique concernent la production de moteurs et de machines à vapeur Corliss destinés à actionner des génératrices d’électricité.
Puis, dès 1888, un atelier d’Électricité est créé en même temps que l’Atelier Nord d’Artillerie, et au sein de ce dernier. Alors débute la production de matériel électrique proprement dit, (dynamos, moteurs, alternateurs et transformateurs).
Les premières fabrications sont attestées par la mention, dans l’Inventaire 1888-1889, de 22 dynamos de 1,6 à 44 kW en cours de fabrication pour la Société Lombard-Gérin. Dans les inventaires suivants le nombre de machines en construction augmente.
En 1890 est signé un contrat entre la Compagnie Ganz, installée à Budapest, et Schneider & Cie par lequel Ganz concède à Schneider « le droit exclusif de construire en France tous les appareils constituant le système de MM. Zipernowsky, Déri et Blathy » (des ingénieurs de la maison Ganz). Cette cession est accompagnée d’une assistance technique très large.
Puis, en 1896, Schneider obtient de la Compagnie de l’Industrie Électrique (à Sécheron près de Genève), la fabrication en exclusivité pour la France des appareils électriques suivant le système mis au point par son ingénieur en chef René Thury.
Le regroupement des ateliers d’Électricité avec l’Artillerie s’explique par le désir de rapprocher des techniques avancées, et aussi se prémunir contre des variations de charges.
L’électricité est ainsi une activité de complément, et de façon significative, Le Creusot dépend de techniques étrangères (acquisitions de licences). Pendant longtemps l'entreprise n’a pas fourni d’effort important de recherche interne dans ce domaine, mais la volonté de développement est manifeste.
Le développement de ces fabrications de matériel électrique peut difficilement se faire sur le site du Creusot, car à cette époque les fabrications pour l’artillerie deviennent importantes aussi bien au Creusot qu’au Havre.

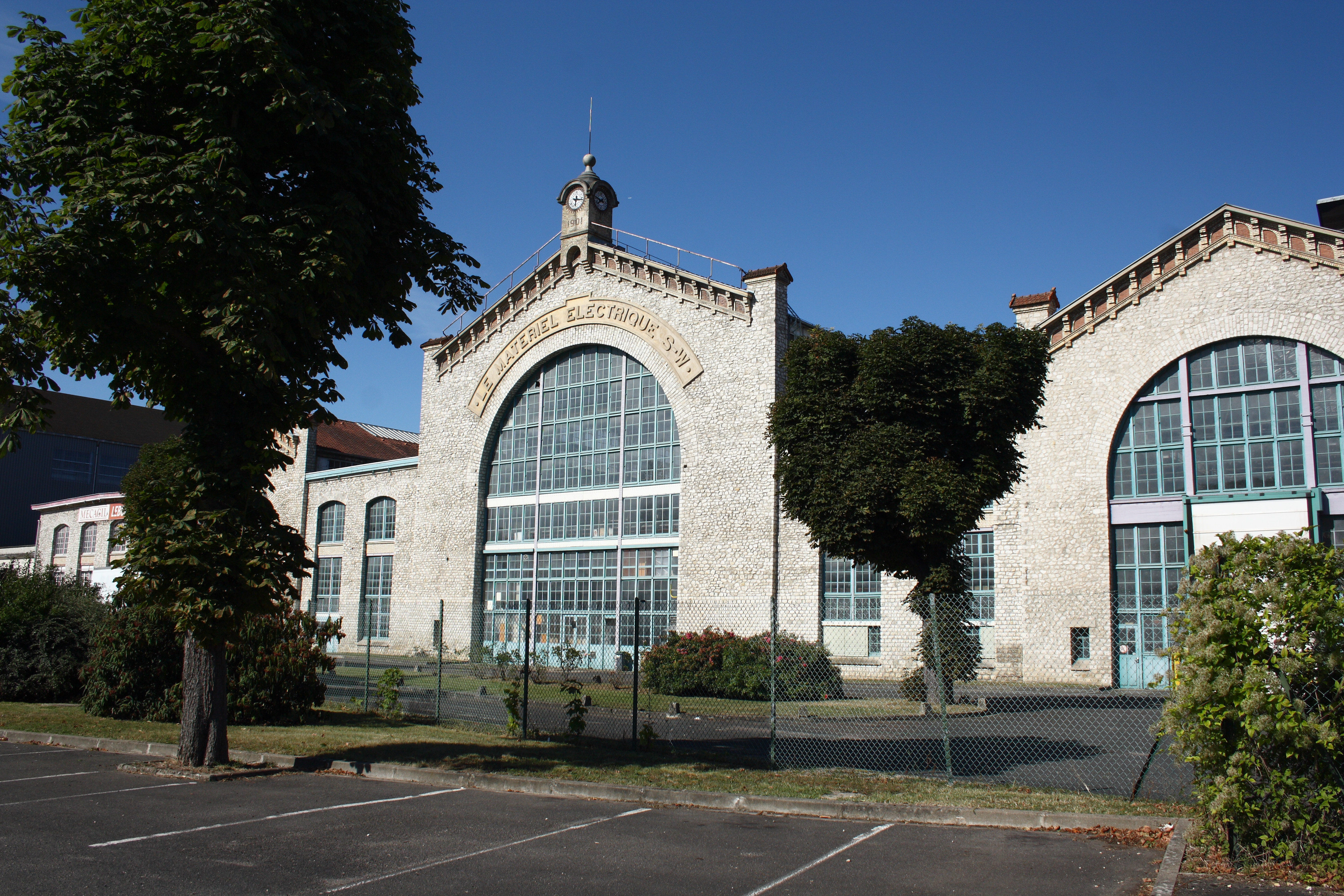
Usine de Champagne-sur-Seine

Cette volonté de développement se concrétise alors par la création de l’Usine de Champagne-sur-Seine avec des ateliers consacrés à l’électricité. Les ateliers de Champagne démarrent en 1903, et on ferme l’atelier d’électricité du Creusot,.
Après la première guerre, la reconversion partielle vers les fabrications civiles ne semble pas permettre un transfert technologique suffisant vers l’électrotechnique, pour la maintenir au niveau mondial, sans aide étrangère. Afin de mieux maîtriser ces techniques et lutter contre la domination allemande en Europe, Schneider et Cie choisit le rapprochement avec l'autre grande puissance électrique, américaine, ce qui conduit en 1929 à l'association Schneider-Westinghouse qui, dans le cadre du « Matériel électrique S.W. », sera à l'origine d'une collaboration fructueuse.

## La formation du personnel
Les Schneider se sont préoccupés dès leur arrivée de développer un système d'enseignement primaire et secondaire de qualité, adapté aux besoins du personnel de l’usine. En 1855, il couvre 9 années d'enseignement et se développe rapidement pour faire face à l’accroissement significatif des personnels lié à l'expansion de l'activité industrielle. Pour recruter des cadres, au-delà de quelques directeurs issus des grands école prestigieuses (Polytechnique et Centrale), on fait appel aux Ingénieurs Arts et Métiers d'Aix en Provence. En parallèle on initie le démarrage de l'école de contremaîtres de Cluny, fondée par Victor Duruy en 1868. Mais on crée également une section d’enseignement supérieur en prolongement du secondaire, qui deviendra l’École Spéciale dont l'accès se fait par concours sans exclusive pour les élèves de l’École Schneider..
L'embauche quasi automatique à l'Usine dépend des résultats scolaires qui fixe la place dans la hiérarchie, du manœuvre à l'ouvrier ou l'employé. Les carrières sont différenciées selon les mérites et peuvent permettre l'accès à des postes élevés. La présentation au concours des Arts et Métiers n'est accordée qu'aux meilleurs élèves, afin de préserver un taux de réussite honorable pour la réputation du Creusot.
De 1900 à 1920, une tentative de constitution d"'une école d'ingénieurs locale (le"Caboulot"), reste sans lendemain. L’École de Cluny instituée école d’Arts et Métiers en 1901 est la destination naturelle des meilleurs éléments et fournit l’essentiel de la hiérarchie technique des bureaux et des ateliers.

## Le développement et l’aménagement de la ville duCreusot
Les Schneider, par nécessité au départ puis par réalisme ensuite, seront les aménageurs de ce qui deviendra la ville du Creusot.

### La ville
Au Creusot, l’usine préexiste à la ville. Quand les Schneider sont arrivés, la fonderie était installée dans la plaine des Riaux ; dans ce même périmètre, on trouvait la maison du directeur et les logements ouvriers, sous forme de « casernes » .
Les Schneider interviennent ensuite très étroitement dans l’organisation et le contrôle de l’espace.

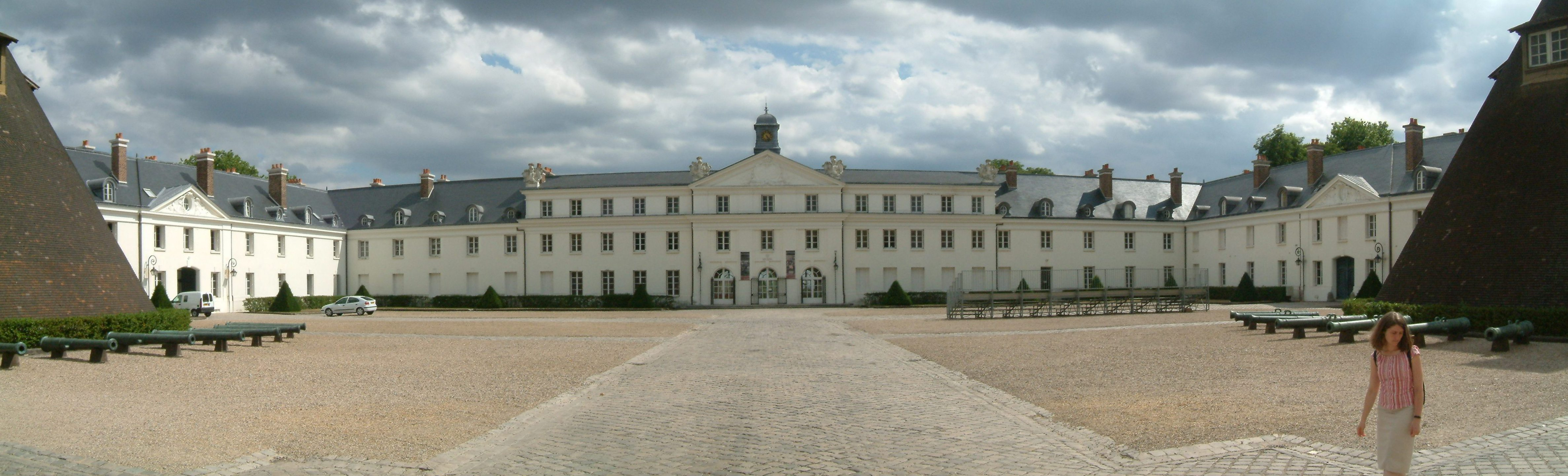
Château de la Verrerie - Le Creusot

Située au centre de la ville, l’usine s’étale tout le long de la vallée NO-SE qui structure l’espace physique et qu’emprunte la voie de chemin de fer Nevers-Chagny. Confinée au départ dans la plaine des Riaux, elle a gagné peu à peu en direction du SE sur plusieurs kilomètres, de façon continue, jusqu’aux installations du Breuil. Au cœur de la ville et au centre du système, sur la colline, se dresse le Château de la Verrerie prolongé par son vaste parc. Là étaient accueillis avec pompe et parfois publiquement tous les hôtes étrangers, visiteurs et clients.
Peu à peu, l’organisation de l’espace évolue et est perpétuellement remanié, restructuré au gré des nécessités de la production.
Ainsi, l’espace s’organise avec au centre le Château et l’usine le long de la voie ferrée. Vient ensuite le quartier du Guide à vocation commerçante. Puis on trouve la couronne des cités.
On assiste à une véritable planification de l’espace, qui accueille une population croissante : 6 000 habitants en 1846, 25 000 en 1875, 32 000 à la fin du XIXe siècle, 38 000 en 1920 et 30 000 à la veille de la Seconde Guerre mondiale. La très grande majorité des habitants est employée par la Société Schneider.

### Équipements collectifs
Des équipements collectifs ont été installés dans la ville par les Schneider qui en ont imposé l’idée et financé la construction. D’abord, à la jonction de la ville et du Château, on trouve les bâtiments de la Direction (1872). Dans ce même quartier est installée la Mairie, reconstruite en 1896. Puis, disséminés dans les quartiers, des orphelinats, des hôpitaux (l’Hôtel-Dieu a été inauguré en 1895) et systématiquement des écoles et des églises. À la périphérie de la ville, deux grands parcs sont réservés aux loisirs : Montporcher, pour les ouvriers, et Mouillelongue pour les employés, chacun disposant d’équipements différents.

### La marque de la famille

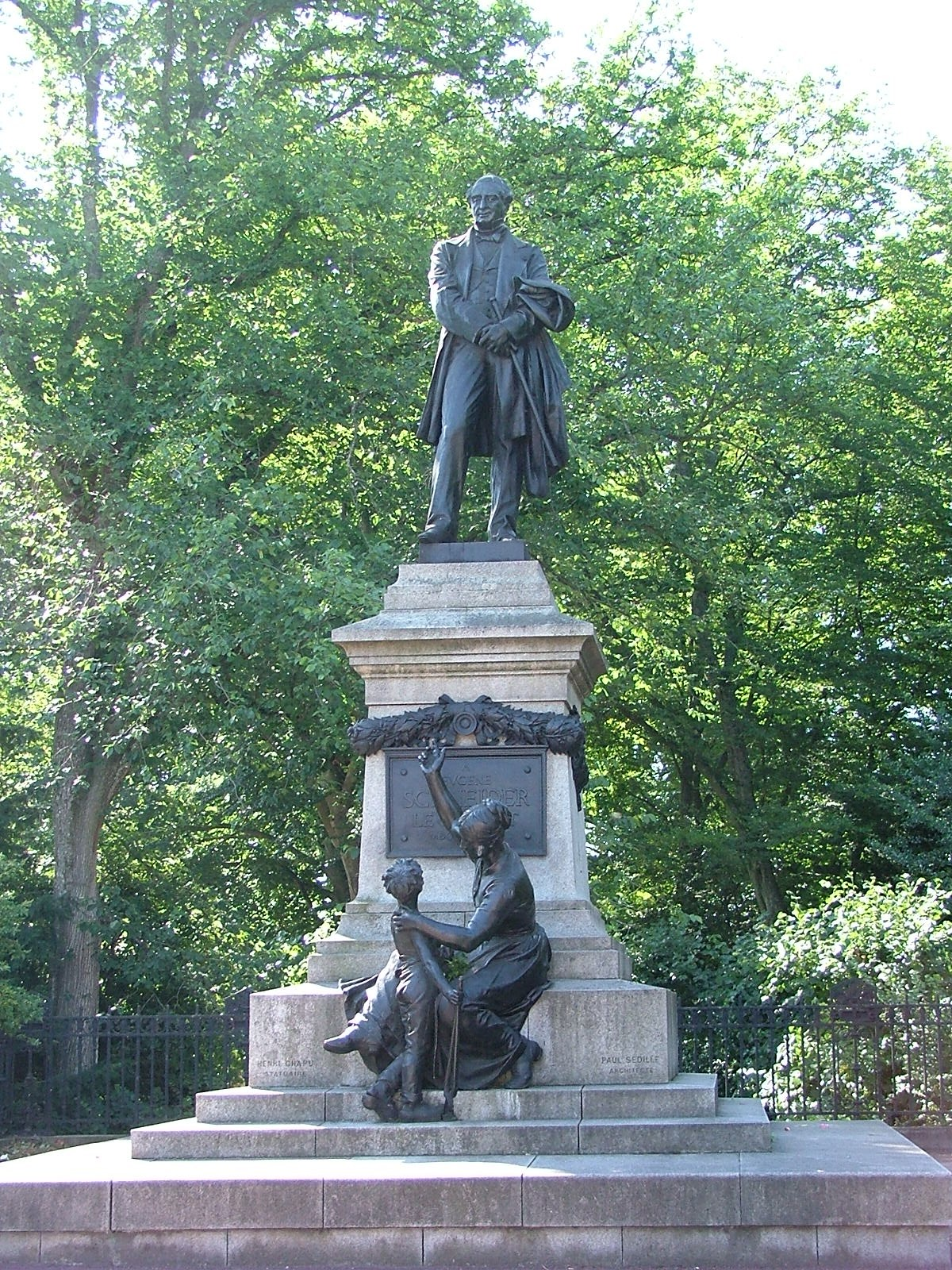
Statue Eugène Schneider 1er

Les Schneider ont mis en place une politique d’embellissement de l’espace laissant une marque encore plus personnelle sur la ville. Les emblèmes en sont de vastes avenues, des places publiques, des églises et tout un programme de statuaire à la fois monumentale et personnelle. La toponymie reflète ce culte de la famille qui met systématiquement en avant les prénoms des patrons : l’église Saint-Laurent se dresse sur la place Eugène Schneider dès 1848. Les églises Saint-Eugène et Saint-Henri ont été érigées en même temps que les quartiers du même nom. L’église Saint-Charles abrite le caveau de famille depuis 1863.

### L’approvisionnement en eau
Dès leur arrivée au Creusot, les Schneider comprennent que l’approvisionnement en eau de la ville et de son Usine est aussi important que la disponibilité du charbon et du minerai de fer. La ville et son Usine se développent rapidement, et leurs besoins en eau ne cessent d’augmenter.
Mais les réservoirs existants sont bien vite épuisés, et ne peuvent satisfaire ces besoins. Sans réserves suffisantes, certains ateliers doivent même s’arrêter pendant l’été.
En 1861, la situation est ainsi devenue tout à fait critique et les Schneider décident de solutions d’amélioration de l’approvisionnement en eau de la ville et de l’Usine. Face aux besoins toujours croissants, la mise en œuvre de ces solutions suit plusieurs étapes.
La quantité d’eau en réserve est d’abord augmentée (étang de la Forge agrandi, pompes qui vont puiser l’eau en profondeur, aqueduc collecteur pour les eaux pluviales).
Il est ensuite mis en œuvre la dérivation et la captation des eaux du ruisseau de Saint-Sernin-du-Bois pour les amener au Creusot (par une conduite de dérivation et un tunnel souterrain de 425 m).
La conduite aboutit à un réservoir au Château de la Verrerie, d’où partent les différentes canalisations alimentant la ville et les usines.
Dès 1873, la dérivation et la captation des eaux du ruisseau du Rançon s’avère nécessaire, et est réalisée, nécessitant également une conduite de dérivation et un tunnel souterrain de 500 m.
La conduite aboutit au réservoir du Château de la Verrerie, où les eaux du Rançon se mélangent à celles de Saint-Sernin (inauguration en 1875).
Enfin, en 1914, il est d’abord procédé à la création ou l’agrandissement de réservoirs sur le plateau d’Antully.
Sont ensuite achevés les travaux de percement d’un tunnel d’une longueur de 1 400 m et de pose de tuyaux d’une nouvelle conduite, qui amène ces eaux du plateau d’Antully, recueillies en particulier aux étangs du Martinet et de la Noue.
La mise en œuvre de ces étapes successives a permis ainsi de satisfaire les besoins à la fois de la ville et de l’Usine.

### Electrification de la ville
Par un accord avec Schneider et Cie, en date du 22 mars 1900, l’éclairage de la ville du Creusot est alors assuré par 2 600 becs de gaz (gaz issu des hauts fourneaux et de la cokerie). L’allumage des becs est assuré par des personnes choisies par quartier.
En 1905, une pétition est faite au Creusot, demandant le remplacement de l’éclairage des rues au gaz par des lampadaires électriques. Schneider et Cie s’y oppose, car ses groupes turbo-alternateurs produisent à peine assez de courant pour alimenter les besoins de son usine, et d’autre part le gaz issu des hauts fourneaux et de la cokerie serait inutilisé.
L’électrification des rues de la ville est repoussée, et ne se fera qu’après 1943 et la fermeture des mines et des hauts fourneaux. Schneider et Cie crée alors une entreprise commerciale appelée « Société Provinciale d’Electricité ». Cette société   pouvait ainsi acquérir de l’électricité à l’extérieur (stations hydrauliques) si les turbo alternateurs n’en produisaient pas assez.
Aujourd’hui, la station du « Pont Jeanne Rose », construite à l’origine en 1916 pour l’alimentation électrique de l’usine de Montchanin, alimente toujours toute la région du Creusot en électricité.

### Le transport des produits
L’extension géographique des usines rend nécessaire la création d’un réseau de voies ferrées entre les différents ateliers. Il se déploie dans la vallée entre le nord–ouest (mine et hauts fourneaux) et le sud–est (mécanique et artillerie). Ce réseau est raccordé au port du Bois Bretoux pour rejoindre le Canal du Centre qui permet de rejoindre Chalon, puis l’ensemble des destinations par la Saône et le Rhône. Ce réseau coupe littéralement la ville en deux et empêche la constitution d’un véritable cœur de ville.
Il est étendu jusqu’au Breuil au début du XXe siècle pour desservir la nouvelle aciérie et des halls de grosse construction mécanique, ainsi que vers Montchanin vers la fonderie Henri-Paul. Il sera raccordé à la ligne Chalon Nevers dès sa constitution puis au réseau PLM.

### Le commerce
Le développement très rapide de la ville impose une organisation de l’approvisionnement alimentaire. Ce sont les Schneider qui se chargent d’en assurer la coordination. On suscite un réseau de petits commerces indépendants, approvisionné par les campagnes environnantes, jusqu’à Chalon, et de marchés dans deux quartiers différents où les paysans des villages voisins viennent vendre leurs produits.
Des achats groupés sont effectués sous la surveillance de l’usine, les prix affichés dans les boutiques, ce qui évite l’envolée des prix en cas de tensions d’approvisionnement. On privilégie le repas à domicile avec la femme au foyer. Les célibataires sont incités à loger chez l’habitant et seules des « maisons alimentaires » avec inscription préalable ouvrent à partir de 1880.
Les cantines ouvrières ne se développeront que pendant les deux guerres pour faire face à l’afflux d’ouvriers « importés ».

### Le logement
Les Schneider s’intéressent dès leur arrivée au logement de leur personnel. Selon les époques, on peut identifier plusieurs types de logements.
Il s’agit d’abord de logements dont l’Usine reste propriétaire et pour lesquels les locataires payent un loyer modique :
- les « casernes », logement collectif très entassé et très étroitement surveillé, dont les dernières sont construites en 1847,

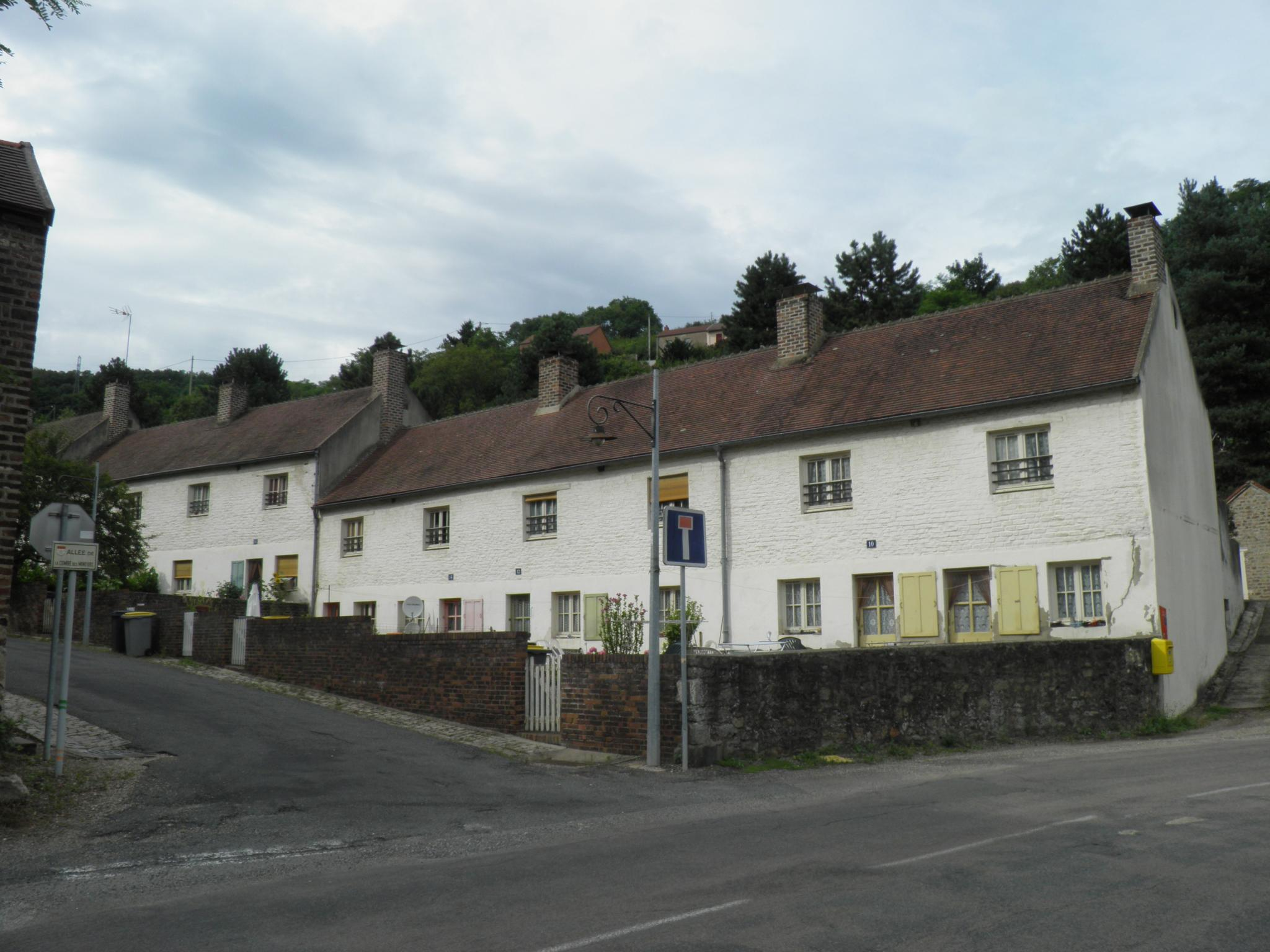
Cité ouvrière au Creusot.

- les cités ouvrières, sur le modèle anglais introduit en 1826 par Manby et Wilson (cité ouvrière de la Combe des mineurs). Elles apparaissent comme des cités modèles, avec comme exemples : la Cité de la Villedieu et ses 85 logements construits en 1865, la Cité Saint Eugène de 159 logements qui datent de 1875.
Cependant seulement 10 % environ du personnel est directement logé par la firme et les Schneider préfèrent organiser l’espace en lotissant des terrains qui leur appartiennent où qu’ils achètent ; puis les revendre par parcelles aux ouvriers et employés qui sont invités, grâce à des prêts, à construire leur propre maison. Une réglementation très stricte concernant la hauteur et l’alignement des maisons, les trottoirs, les règles d’hygiène et de salubrité est imposée par l’entreprise ; les plans devant être préalablement soumis à accord. De cette politique interventionniste naît l’extrême uniformité du paysage urbain encore visible aujourd’hui.

### Les systèmes sociaux
Adolphe et Eugène 1er ont été influencés par les idées de Saint-Simon qui prône une aristocratie de talents, plutôt que de naissance, qui mène la société tout en étant attentive aux sorts des ouvriers devant recevoir un juste retour de leur participation à la révolution industrielle naissante. Eugène sera proche de Frédéric Le Play, conseiller écouté de l’empereur, et père de « La réforme sociale (1864) », basée sur ses enquêtes sociologiques de terrain sur le milieu ouvrier, qu’il côtoiera dans la commission d’organisation de l’exposition universelle de 1867.
Dès la prise de contrôle des Schneider, une caisse de prévoyance est créée en 1838. Elle verse des indemnités journalières pour blessures, puis pour maladie en 1861. Elle est alimentée par une retenue sur salaire et les amendes aux ouvriers.
Une caisse de retraite est instituée en 1877, ainsi qu’une maison de retraite pour les ouvriers et leur famille.
Après quatre agrandissements successifs de 1845 à 1889, l’hôpital de 271 lits, l’Hôtel-Dieu, fait la fierté d’Henri Schneider dont la statue trône dans l’axe du bâtiment. Le réseau des médecins, la fourniture de médicaments sont également organisés par l’usine.
Un accompagnement des femmes enceintes est fourni par l’usine : congé maternité, accouchement à l’hôpital, aide sociale pendant l’interruption de la période de travail.
Une maison de famille sert d’orphelinat.
Ces institutions et mesures sociales sont décrites dans un ouvrage édité par la compagnie en 1914 : Économie sociale / Les établissements Schneider.
Cette politique a pu être qualifiée de paternalisme.

## Le management
La conduite de la Société était exclusivement concentrée dans les mains de chaque gérant à chaque génération. Dès la première génération, les aspects non industriels ont été analysés et pris en compte : le recrutement, le logement, l’enseignement et la formation, la santé du personnel. Le réseau d’institutions périphériques à la Société, créées et développées par les dirigeants, en l’absence de toute alternative publique, au moins au XIXe siècle, a été qualifié par la suite de création du paternalisme.

### La société encommandite par actions
Cette structure juridique, assez répandue au début du XIXe siècle, permet aux fondateurs de garder un contrôle total de leur entreprise et de ne pas divulguer publiquement ses comptes. Les gérants sont responsables de la société sur leurs biens personnels. Elle sera conservée jusqu’en 1949, en ayant fait la preuve de son efficacité pour protéger la mainmise dynastique des Schneider, qui ont toujours été minoritaires en actions, mais disposaient de la majorité des droits de vote.

### Financement par obligations
Dans les premières décennies du développement de Schneider et Cie, le financement de l’expansion se fait par l’émission d’obligations ou par autofinancement. Ceci évite de diluer l’actionnariat des fondateurs. L’appel aux emprunts bancaires se fera ensuite lors de l’internationalisation de la société.

### Le management industriel
Celui-ci est essentiellement assuré par les quatre dirigeants successifs, dont l’autorité sur les collaborateurs, même les plus proches, n’a jamais été mise en cause. La vision est globale, dans tous ses aspects techniques, des matières premières aux produits finis, commerciaux avec la constitution d’un vaste réseau de représentations dans le monde entier, industriels par la politique d’investissements et de diversification. Elle n’exclut pas les échecs et les erreurs de jugement, mais ils sont assumés personnellement, en conformité avec la structure juridique de la Compagnie. Son efficacité, au-delà des talents de chacun des dirigeants, a été facilitée par la longévité remarquable de chacun des « règnes ».
La concentration du lieu de décision au Creusot durant le XIXe siècle a facilité le management industriel. Celui-ci s’est déplacé à Paris, au siège de la rue d’Anjou, dès le règne d’Eugène II, à cause de la multiplication des établissements industriels en France et à l’étranger. Cela n’a pas empêché une certaine autonomie d’action, en particulier commerciale de certains établissements (Chalon 1906 pour les charpentes et travaux de génie civil) (35, p111)

### Le management social
Les besoins humains nécessaires à l’expansion rapide du Creusot a amené les fondateurs à créer ex nihilo des structures d’environnement social (santé, prévoyance, éducation, logement) dans un environnement rural dépourvu de ces services. Les fondateurs, largement inspirés de la philosophie sainte simonienne, ainsi qu’Alfred Deseilligny, un des premiers directeurs, mirent en place le système des écoles, la caisse de secours mutuel, les services de soins avec l’Hôtel-Dieu et le programme de logements ouvriers et de cadres.

### Le management politique
Dès Eugène 1er, l’intérêt de remplir des fonctions politiques apparut comme un levier d’influence significatif. La Mairie du Creusot était naturelle pour cette ville construite ex nihilo, mais également les fonctions de conseiller général, député et de Président du Corps Législatif sous le second Empire. Son fils Henri suivit cette voie sans beaucoup d’enthousiasme (maire et député). Ses successeurs utilisèrent des prête-noms acquis à leur cause dans différents mandats, locaux et nationaux.

### La communication commerciale, les expositions universelles de Paris
Les Schneider participent à plusieurs Expositions Universelles à Paris, et cela contribue à leur renommée industrielle et commerciale. En particulier, elles sont les vitrines qui leur permettent d’engranger au cours du XIXe siècle de nombreuses commandes de pays étrangers. De plus, les visites au Creusot des têtes couronnées du monde entier marquent les esprits et sont un véhicule puissant de réputation technique.

#### Exposition de 1855
Après une première présence à l’Exposition de 1855, ou figurent en particulier une locomotive de 80 chevaux et un générateur de vapeur pour bateau, les Schneider disposent de leur propre pavillon pour les Expositions suivantes.

#### Exposition de 1867
Le pavillon du Creusot de l’Exposition de 1867 propose par exemple un plan en relief détaillant l’usine tout entière, ainsi que la ville proprement dite qui se groupe autour d’elle. De nombreuses machines sont exposées, machines marines, locomotives, machine de mine pour l’extraction du charbon ou du minerai, machine à percer, ainsi que des plans en relief de ponts en fer.

#### Exposition de 1878
À l’entrée du pavillon, le visiteur est accueilli par une maquette en bois grandeur nature du marteau-pilon de 100 t. À l’intérieur sont exposés entre autres de nombreuses machines marines, un porte-hélice brut de forge de 21 t et 18 m de longueur, une maquette en bois d’un lingot d’acier de 120 t, un fragment de cuirasse pour navire de 80 cm d’épaisseur, un four à puddler

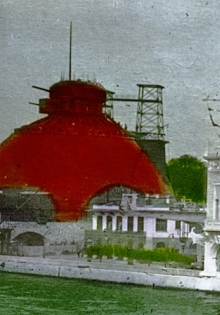
Exposition Paris 1900 pavillon Schneider

#### Exposition de 1900
Le pavillon du Creusot, avec une coupole rouge, surmontée et flanquée de canons de tous les calibres, domine le cours de la Seine et fait forte impression. On peut apercevoir dans le pavillon principalement du matériel militaire : machine marine d’une puissance de 17000 chevaux pour commander les trois hélices du croiseur Kléber, plaques de blindage en acier et au nickel, gros canon de 24 cm de calibre avec sa tourelle et le cuirassement d’un poids total de 220 t. Du matériel électrique et une locomotive sont également exposés

### Les réseaux d’influence
Eugène Schneider 1er est à l’origine du Comité des Forges fondé en 1864 avec Charles de Wendel. Il a constitué un lobby efficace auprès de l’État et favorisé les ententes entre les grands industriels. Il est à l’origine de l’UIMM. Son activité mondaine parisienne lui permet d’entretenir un vaste réseau de relations dans les domaines de la banque, de l’industrie, des milieux politiques et de l’aristocratie.

### La banque
Eugène Schneider 1er fonde la Société Générale en 1864 avec la Famille Rothschild pour favoriser le développement de l’industrie. Elle est la seconde grande banque de dépôt française après le Crédit Mobilier des Pereire. Une autre banque, la Banque de l’Union parisienne (BUP) fondée en 1904 avec l’action d’Achille Fournier, collaborateur d’Eugène II, contribuera au financement des activités internationales. Elle contribuera à la création de la Banque de l'Union européenne industrielle et financière (UEIF) après la première guerre mondiale.

## La dynastie des Schneider
Le succès initial de l’aventure Schneider, puis la disparition prématurée d’Adolphe, a fait germer l’idée d’une transmission dynastique dans l’esprit d’Eugène 1er. La structure de la société en commandite le permettait facilement. Ses statuts introduisent la cogérance avec signature sociale en 1867. C’est ce qui s’est réalisé sur quatre générations, malgré les tensions familiales lors du passage à la dernière. La longévité de chaque dirigeant fut également un facteur de succès de ce mécanisme.

### La transmission de la connaissance
Ce réflexe dynastique ne pouvait se réaliser spontanément sans initier la génération suivante dans la conduite des affaires. Elle passait par un parcours du fils dans les différents services de la Société, lui permettant de reprendre la direction sans heurt à la disparition du père. Henri fut associé gérant en 1867 et put reprendre les rênes de la Société après la mort de son père en 1875. Eugène II est éduqué par un précepteur à Paris et échange une correspondance abondante avec son père Henri. Après une période militaire d’un an, il le secondera à partir de 1889. Il aura beaucoup plus de difficultés avec ses deux fils survivants, qui rompront avec lui pour embrasser des carrières différentes. Les décès successifs de ses deux aînés mettront le cadet Charles en situation de succéder à son père en 1942. Il mourut accidentellement en 1960. Charles n'avait pas de fils, ce qui ne fut pas sans conséquences sur l'avenir de l'entreprise. Ainsi, la transmission de la connaissance industrielle se fera à travers sa veuve, qui sut difficilement arbitrer les querelles internes de son équipe de dirigeants.
Aucun des Schneider n’a fait d’études techniques d’ingénieur et leur formation s’est faite à l’expérience. Pour diriger une compagnie en pleine expansion, il fallait s’entourer d’un réseau d’ingénieurs et collaborateurs de grande qualité.

### Les grands collaborateurs

#### François Bourdon(1797-1866)
Il débute chez Manby et Wilson au Creusot en 1827 où il installe des laminoirs, puis va se perfectionner aux USA. À son retour, après le rachat de la société par les Schneider, il en prend la direction et renouvelle complètement l’outillage avec des machines anglaises. Il lance la fabrication de bateaux aux chantiers de Chalon dès 1839. De nombreuses commandes permettent s’assurer un débouché pour les fabrications du Creusot. Il invente le marteau pilon en 1838-1840 et de nombreux autres dispositifs techniques. Il quitte la société en 1852 pour continuer son œuvre aux Chantiers de la Méditerranée.

#### Alfred Deseilligny
Neveu et gendre d’Eugène 1er, époux de Félicité, sa fille. Disciple de Frédéric Le Play, il fonde, en 1856, la société d’économie sociale. Ingénieur de l’École centrale Paris, il fait évoluer le modèle creusotin vers une diversification des approvisionnements en matières premières. Directeur de l’usine et maire du Creusot, il quitte la société à la suite du scandale Asselin en 1866 pour aller diriger les mines de Decazeville.

#### Jean Fieux(1886-1969)
Ingénieur Arts et Métiers (Cluny), il débute comme dessinateur au Havre, il épouse en 1906 la fille de Maurice Michel Schmidt, directeur des chantiers de Chalon sur Saône. Il entre au siège en 1920 et se fait remarquer par son inventivité (400 brevets). Célèbre pour ses travaux sur l’effet gyroscopique, il est à l’origine des systèmes anti roulis des navires, les catapultes de porte-avions.

#### Maurice Gény (1858-1906)
Polytechnicien et ingénieur des mines. Après un début de carrière à la cristallerie de Baccarat, il entre au siège de Schneider en 1891. Ingénieur en Chef en 1895, il devient directeur de la société en 1897. Il modernise sensiblement les équipements mécaniques du Creusot, lance l’aciérie de Sète qui sera finalement un échec et développe significativement les activités électriques. Il meurt en avril 1906 d’une chute lors d’un baptême de croiseur français Ernest Renan sur le Chantiers de Penhoët de Saint-Nazaire. Sa disparition entraine une certaine décentralisation des autres établissements industriels.

#### Achille Fournier (1883-1921)
Docteur en droit de l’université de Paris. Il entre chez Schneider en 1906 puis devient directeur en 1915. Spécialiste des montages financiers pour les exportations dans l’Europe centrale, après la défaite de l’Allemagne en 1918. Il est à l’origine de l’UEIF, banque d’investissement qui permettra d’acheter Skoda et de prendre des participations dans de nombreuses entreprises dans les pays vaincus. Il meurt dans un accident automobile en 1921.

#### Maurice Michel-Schmidt (1865 env.-1940)
Diplômé de l’École centrale Paris en 1884, il commence sa carrière chez Hersent et Langlois (travaux publics). Il entre en 1895 chez Schneider pour accéder à la direction des Chantiers de Chalon sur Saône en 1905. Il dirige le montage du pont Alexandre III et celui du pavillon Schneider de l’exposition de 1900. Il prend la direction de la DTP (direction des travaux publics) qui concentre la gestion de ses projets à Chalon. Il se met à son compte en 1909 en association avec Hersent, tout en continuant à participer à des projets avec Schneider.

#### Latourte
Deuxième directeur de la Direction des travaux publics après Michel-Schmidt

#### Vicaire (1899-1980)
Polytechnicien du corps des Mines, il commence sa carrière chez ARBED, il entre chez Schneider en 1949 pour en prendre la direction jusqu’en 1964. Il sera l'artison de la modernisation du site du Creusot après la seconde guerre mondiale.

### Les drames familiaux
Aucune génération des Schneider n’est épargnée par les drames et les disputes.

#### Adolphe
Le frère aîné d’Eugène 1er se tue dans un accident de cheval en 1845. Bien qu’il soit à l’origine de l’aventure dynastique, sa descendance sera écartée des affaires industrielles par celle d’Eugène (son fils Paul suivra Deseilligny à Decazeville).

#### Eugène1er
La guerre de 1870 le force à s’exiler en Angleterre à la suite de la chute de l’Empire et à déléguer la gérance à son fils Henri.

#### Marguerite Asselin
Son concubinage avec Eugène éclate en 1865 provoquant la brouille avec sa fille Félicité et son gendre Deseilligny, directeur du Creusot, qui quitte la société. Eugène 1er  déshérite Félicité, dont les actions seront récupérées par Henri. Elle suivra cependant les pérégrinations d’Eugène au titre de belle-sœur, ses filles, Zelie et Eudoxie, ayant successivement épousé Henri le fils d’Eugène.

#### Henri
Marié avec Zelie Asselin, fille de la maîtresse de son père, avec laquelle il a été élevé, et qui décède prématurément en 1869, en laissant deux enfants survivants, Constance et Eugène II. Il épouse ensuite sa sœur Eudoxie en 1872 qui lui donnera trois enfants. Il meurt des suites d’une chute de cheval en 1898.

#### Eugène II
Les bombardements du Creusot de la RAF en 1942 et 1943 anéantissent une part significative des usines et font de nombreuses victimes civiles.

#### Henri-Paul (fils aîné d’Eugène II)
Il meurt dans un combat aérien début 1918.

#### Jean (fils puîné d’Eugène II)
Il meurt avec son épouse dans le crash de son avion sur le Mont Beuvray en 1944 de retour d’Alger, où il faisait partie des troupes de Giraud.

#### Charles (Fils cadet d'Eugène II)
Il meurt accidentellement en 1960 des suites d’une chute dans son bateau.

### Les conflits familiaux: Eugène II et ses fils
Les deux fils survivants de la guerre, Paul et Charles, se brouillent avec leur père qui voudrait les former à la gérance par un long programme de stages qu’ils refusent dès 1922. Bien qu’une longue bataille judiciaire contre leur père visant à obtenir la signature sociale reconnue par les statuts, se termine par un succès, ils réaliseront chacun une belle carrière, dans l’aviation (Jean sera secrétaire général d’Air France) et le cinéma (Charles sera le directeur de Gaumont). Le cadet Charles deviendra seul gérant à la mort de son père et la disparition de son aîné Paul dans un accident d’avion.

### Les conflits sociaux

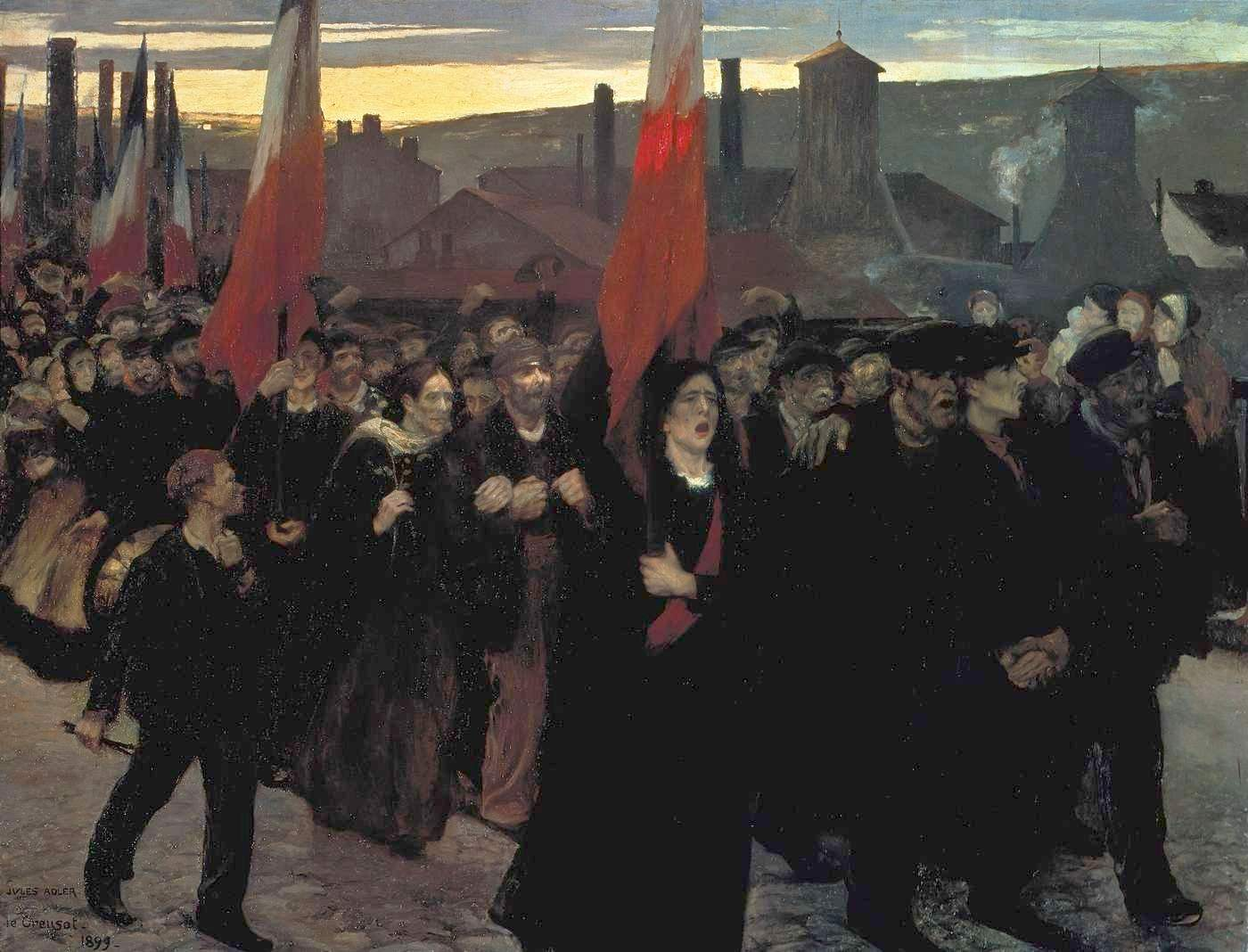
Jules Adler, La Grève au Creusot, 1899.

Les conflits sociaux se sont concentrés dans les périodes troublées sur le plan national (révolution de 1848, commune du Creusot en 1871, fin de la guerre 1914-1918). Mais le plus grand conflit social au Creusot par sa durée et son étendue se déroule en 1899 après la prise de fonction d’Eugène II à la suite du décès de son père Henri.
En 1898, les radicaux gagnent les élections de mai, et Eugène II, trop absorbé par ses fonctions parisiennes, prend donc la tête de l'entreprise. L'augmentation des commandes entraîne une accélération des cadences de travail. Les profits de la société augmentent aussi grandement, et les ouvriers se sentent lésés de ne pas en recevoir une partie. La question de la création d’un syndicat pour défendre les droits des ouvriers du Creusot devient prégnante.
Sa phase aiguë se déroule ente mai et octobre 1899 et se termine par la création d’un syndicat ouvrier et de la reconnaissance de délégués sous l’arbitrage du Président du Conseil Waldeck Rousseau. Toutefois, cet acquis ouvrier se voit vidé de sa substance par la direction, qui crée le 29 octobre 1899 un syndicat patronal, le Syndicat des Corporations Ouvrières (SCO), qui obtient la majorité absolue en 1900. Consécutivement. En juillet, un nouveau règlement intérieur d'atelier stipule que les ouvriers peuvent être renvoyés à tout moment, sans motif.
En juillet 1900, un nouveau mouvement s'opposant à ces reculs subit un échec par une fermeture complète de l’usine et le renvoi de 1 200 ouvriers. Le souvenir de cette répression sera toujours vivace en 1936 lors des grandes grèves nationales, puisqu'il n'y aura pas de grève au Creusot cette année-là.

### Les alliances matrimoniales
À toutes les générations les Schneider se marieront ou marieront leurs enfants avec des membres de l’aristocratie. Zélie Schneider, fille d’Henri et de Zélie Asselin, épouse en 1887 Pierre de Chaponay. Eugène II épouse en 1894 Antoinette de Rafelis de Saint-Sauveur. Zélie Schneider, fille d’Henri et d’Eudoxie Asselin épouse Gérard de Ganay en 1896. Marguerite Schneider sa sœur épouse Paul Sauvage de Brantes en 1898. Son autre sœur Madeleine épouse Jacques Leclerc de Juigné en 1901. May Schneider épouse en 1924 Pierre de Cossé-Brissac, polytechnicien. Cette politique, en dehors du prestige qu’elle permet d’acquérir à la famille Schneider, étend très largement son cercle d’influence, essentiel pour saisir les opportunités commerciales et les liens avec la puissance publique.

## L’ouverture sur le monde (1850-1914)

### La stratégie commerciale
Dès la fondation de la compagnie, une stratégie claire est élaborée par Adolphe et Eugène 1er. Il faut rénover complètement l’outil industriel (aciérie, forge, usinage, équipement minier, aussi bien charbonnier que métallique). Le marché naissant du chemin de fer donnera l’impulsion au développement de la société. Pour cela il faut rechercher des clients les plus nombreux possibles, en particulier à l’étranger. Les références techniques doivent servir à asseoir la réputation de la compagnie et attirer ces clients. Cette stratégie audacieuse, à une époque où les communications sont lentes et difficiles, va porter ses fruits. Il apparaît rapidement que l’activité de construction de ponts et de bateaux élargit le catalogue de produits et qui justifie la création rapide des Chantiers de Chalon. Une intégration verticale se met donc en place naturellement, et les Schneider manœuvrent pour freiner les velléités de leurs fournisseurs de les imiter (mines de charbon et de minerai).
Un autre volet de la stratégie réside dans l’adaptation permanente au marché, dans des domaines souvent complètement nouveaux pour la compagnie : l’armement à partir de 1871, l’équipement électrique (génératrices et réseaux) au début du XXe siècle, les travaux publics dans les années 1910, les équipements hydroélectriques et fluviaux, la pétrochimie dans les années 1920, les moteurs à combustion interne pour la marine, les sous-marins, les chars d’assaut, le nucléaire en 1958.
Les expositions universelles, mises à la mode par l'Angleterre, sont un support capital à la visibilité des Schneider, aussi bien en ce qui concerne les produits industriels que des leur action sociale. Schneider participera en France à celles de 1867 (Eugène fait construire un pavillon spécifique pour sa société), 1878 (Schneider construit le pavillon de fer avec Fives-Lille), et surtout 1900, où le pavillon Schneider en forme de tourelle rouge munie de canons fait forte impression. Les expositions à l'étranger ne sont pas négligées : Vienne (1873) où les ingénieurs métallurgistes Osmond et Werth dévoilent une classification des aciers suivant leurs propriétés mécaniques.
Cette explosion des champs d’activité demande des adaptations permanentes de l’organisation et des implantations, en sortant du site historique du Creusot à la fin du XIXe siècle et en nouant des partenariats complexes et variés avec tous un écosystème bâti sur mesure selon les opportunités. Au-delà des différences de sensibilités des quatre générations des Schneider, cette stratégie sera globalement suivie de manière constate, favorisée par la longévité des règnes des quatre gérants.

### Le réseau commercial
Très tôt, un réseau de correspondants étrangers est constitué, basé sur des hommes bien introduits auprès des dirigeants politiques des différents pays, ce qui permet d’identifier les projets au plus tôt en amont et servir de relais pour les discussions commerciales. Dès les années 1850, 40 % des locomotives sont commandées par des pays européens. Ils seront complétés par l’Amérique du Sud dans les années 1880 (Argentine, Brésil, Chili), puis par l’empire colonial français (Maroc, Algérie, Tonkin).

### Avant 1871

#### La vente d’équipements ferroviaires et de charpentes métalliques au monde entier
Les premières réalisations au Creusot des locomotives pour le Paris-Versailles, installent très tôt l'usine comme une référence de ce type de machine. L'essor international des chemins de fer devient significatif à partir des années 1850, mais il doit s'accompagner du développement de constructions de ponts, voies et gares, pour lesquels les Chantiers de Chalon seront spécialisés à partir de 1853. Entre  1855 et 1865, Le Creusot fabriquera 700 locomotives, dont la moitié pour l'étranger. De 1856 à 1865, 296 locomotives ont été fournis en Italie, Espagne, Russie... représentant 34% de la production.(55,p37). Le succès historique de la première vente en Angleterre (1865) restera sans lendemain, mais assurera une publicité commerciale internationale. Une commande de 200 locomotives par la Russie en 1867 contribua à saturer la capacité de production qui avait été portée à 120 locomotives par an. Plus de 450 ponts seront produits dans cette période qui rendra célèbre le nom des Schneider sur l’ensemble du globe. On peut citer comme exemples le viaduc de Ganfrey à Fribourg (1860), monté avec la technique du tablier "poussé" pour la première fois au monde, le viaduc d'El Chinca en Espagne, puis le viaduc de Maleco au Chili.
Les commandes de locomotives induisent mécaniquement celles de rails, d’abord en fer puis en acier après 1868 avec la mise en route de l’aciérie Thomas. Il en est de même pour les ponts métalliques fabriqués aux Chantiers de Chalon (42).

#### La construction et la vente d'équipement fluviaux et maritimes
L'aménagement des voies fluviales en France et dans le monde prend un essor considérable au XIXe siècle. Ces aménagements consistent dans des barrages, vannes, écluses, dispositifs d'accostage et de débarquement. De la même façon, les ports maritimes se modernisent et nécessitant de nombreux aménagements incluant des pièces métalliques. Les chantiers de Chalon participeront à ce type de production pour la France et l’export.

#### La construction et la vente de bateaux à l'exportation
Les Chantiers de Chalon, dont la vocation initiale était la construction de "bateaux en fer", voient leur activité augmenter significativement vers la fin du XIXe siècle , grâce à de nombreuses commandes militaires (torpilleurs) pour des pays étrangers (Japon, Bulgarie, Turquie).

### De 1871 à 1914
À la suite de la défaite contre la Prusse en 1870, Adolphe Thiers demande à Eugène 1er de créer une activité d'armement au Creusot. La Prusse avait montré la voie avec l’efficacité de ses canons en acier, déjà visibles à l'exposition de Paris en 1867. Ce défi est tenu grâce à Henri, successeur de 1875 à 1899. Il est réussi grâce à la mise au point d'aciers spéciaux, de machines d'usinage de très grandes dimensions (tour et aléseuses conçues sur place), de l’amélioration du mécanisme d’amortissement du recul du canon de 75 mm, de la mise au point d’acier de blindage les plus performants au monde et d'installations d'essais de tir (les polygones). Un atelier spécifique est créé (l'artillerie). Cette activité représente une part importante des productions du Creusot jusqu'à la veille de la première guerre mondiale.

#### Le Havre, Harfleur, Le Hoc
Les ateliers normands, fondés par la Société des Forges et ateliers de la Méditerranée sous la direction de Guillaume Canet, sont rachetées par Schneider en 1897 et sensiblement étendus et modernisés. Celui-ci devient le directeur de l’activité armement. Cette acquisition est complétée par le champ de tir du Hoc où se trouve un atelier de chargement des poudres et de montage des ogives.

#### La vente de matériels militaires à l'exportation

##### Transvaal

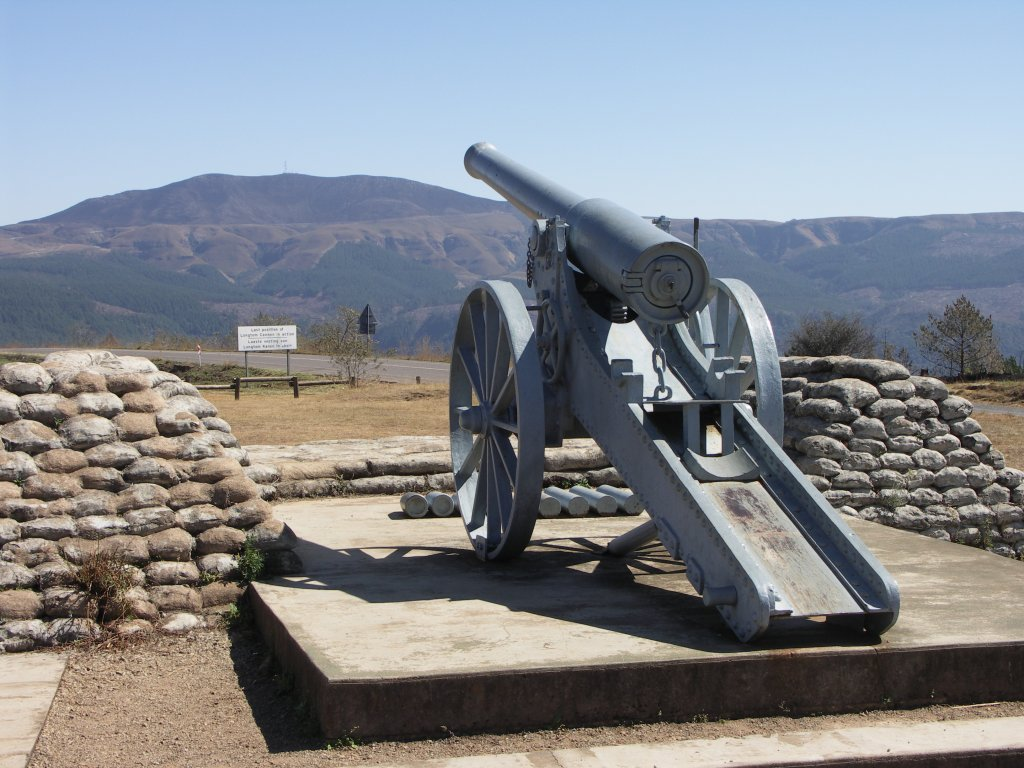
Canon Longtom.

La loi de 1884 autorise l’exportation des matériels militaires et Schneider proposera rapidement ses produits à l’étranger, aidé par la publicité que l’exposition de 1900 fait à sa production. Les armées du Transvaal (état fondé par les Boers après leur fuite depuis la région du Cap sous la pression anglaise) en sont équipées et leurs performances surpassent celle des matériels anglais. Le canon Longtom (brevet Canet Schneider) montre sa supériorité.

#### Russie
Une première collaboration naît de l'action de Morny lors de sa mission en Russie en 1856, qui est liée au démarrage des chemins de fer russes fondés avec les frères Pereire. Quelques commandes de locomotives et de bateaux sont enregistrées. Après une interruption, le flux de commandes reprend à partir de 1867 grâce à la publicité faite par l'obtention des marchés anglais pour les locomotives Schneider. Le réseau russe se développe rapidement en direction de la Sibérie, apportant de nombreuses commandes de rails, bandages et ponts, ainsi que de l'équipement électrique naissant. À partir de 1889, les marchés s'orientent vers la construction d'usines sidérurgiques, répliques des modernisations effectuées au Creusot.
De la fin du XIXe siècle à la Première Guerre mondiale, on assiste ainsi à une phase d'expansion de Schneider en Russie.

##### Une première phase d’expansion: Volga-Vichera et Paratoff (1896 - 1901)
Schneider participe à la création de la Société Minière et Métallurgique de Volga-Vichera en 1897, et de la Société des Aciéries et Chantiers de Paratoff en 1900, avec les projets ambitieux de construction de grandes usines sidérurgiques.
Tous ces efforts se terminent pour les deux Sociétés en 1901 par des échecs, et il semble bien que les financiers en aient eu la plus grande part de responsabilité, du fait de l’importante sous-estimation des projets.
Schneider en tire les conclusions : l'industrie doit dominer le groupe financier, et au lieu de se lancer dans la construction longue et coûteuse d'usines nouvelles, il vaut mieux s'introduire dans une entreprise déjà existante afin de la développer et la moderniser.

##### Première expérience avec Poutiloff (1897)
Cette nouvelle politique est amorcée au cours de cette première étape décevante, puisque dès mars 1897 sont établis les premiers accords entre Schneider et la Société Poutiloff, son alter ego russe pour les fabrications d'artillerie.
Mais ces premiers contacts ne débouchent que sur des relations éphémères et des résultats plutôt décevants. Les résultats commerciaux sont très médiocres.

##### Le retour de Schneider en Russie: Poutiloff, Baranowsky, Société russe de munitions (1907 – 1914)
C'est à partir de 1907 que Schneider s'intéresse à nouveau à la Russie, en tenant compte des conditions nouvelles que présente la Russie de cette époque (à la suite de la crise économique qu’elle a traversée).
Un nouvel accord est conclu en 1907 avec Poutiloff, et dès 1910, les relations commencent à porter leurs fruits.
En 1909, Schneider cède à la Société Baranowsky le droit de fabriquer en Russie et de vendre à l'artillerie russe des fusées à combustion lente de leur modèle EC 8.
En 1911, la Société Russe de Munitions et d'Armements signe avec Schneider un contrat qui lui donne une licence pour la construction en Russie de torpilles automobiles et appareils lance-torpilles système Schneider.
Pour la fabrication des matériels automobiles de son système, Schneider s'oriente également en 1914 vers la Société pour la Construction de Wagons à Saint-Pétersbourg.
Schneider attache enfin une grande importance à la création, dont il a pris l'initiative, de la Société Russe d'Optique et Mécanique de précision, fondée également en 1914.
Schneider organise ainsi autour de Poutiloff tout un réseau de participations et dépendances constituant un ensemble de fabrications de matériels de guerre aussi cohérent que celui qu’il a formé en France.
D'autre part, Schneider n'intervient plus seul et démuni ; il agit en liaison avec le Syndicat des affaires russes, qui a été constitué précédemment autour de la Banque de l'Union Parisienne.
Ainsi lorsque s'ouvre le grand conflit en 1914, en engageant beaucoup plus les capitaux des banques que les siens propres, Schneider se trouve en Russie à la tête d'un réseau cohérent de dépendances complémentaires, qui jouera un rôle très important jusqu'à la révolution d'Octobre 1917.

#### Carpates
Les pays balkaniques représentent les clients les plus importants de Schneider pour les canons de tous calibres. La Bulgarie, la Serbie, l’Italie et la Grèce sont les principaux clients (canons et munitions). Dans la période de course aux armements qui débute en 1907, ils pourront représenter jusqu’à 80 % des commandes qui feront tourner le Creusot à 56% de son activité totale en 1907.

#### Filiales sidérurgique (Sète – 1900)
La montée en puissance de la sidérurgie lorraine à la fin du XIXe siècle a marginalisé le site du Creusot, trop exigu. Eugène II se lance dans la construction d'une usine sidérurgique à Sète (Cette) pour l'éloigner de la frontière allemande et bénéficier des minerais espagnols et algériens. Cette décision prise au début de son règne lui sert à faire pression sur les ouvriers du Creusot entrés en révolte en 1899. La conception de ce nouveau site permet d'innover et de rationaliser les flux de matières et d’échapper aux pesanteurs sociologiques des ouvriers du Creusot. Le marché principal est l'approvisionnement en fonte hématite du Creusot mais on recherche d'autres marchés en Italie et sur le reste de la côte méditerranéenne. Le haut fourneau (unique) et les fours à coke, démarrés en 1902, présentent de nombreux problèmes techniques qui ne permettent pas d'atteindre les coûts visés. De plus l'indiscipline de la main-d'œuvre locale perturbe le fonctionnement de l'installation. Cette aventura industrielle courte est un échec et le site est fermé en 1904.

#### Filiales construction navale (Bordeaux)
Les Forges et Chantiers de la Gironde ont été acquises par Schneider en 1882 pour leur donner un moyen de construire des bateaux de haute mer (civils et militaires).

#### Filiales mécaniques (SOMUA)
Cette société (Société d'outillage mécanique et d'usinage d'artillerie), acquise en 1916, a conçu les chars Schneider, qui se révéleront lourds et peu maniables et seront supplantés par les chars légers Renault.

#### Filiales électriques
Henri Schneider a perçu le potentiel de développement du matériel électrique et a créé un atelier spécialisé au Creusot. Cet atelier, vite à l'étroit dans le site et perçu comme un ferment d’agitation ouvrière lors des grèves de 1899, a conduit à la création d'une usine spécialisée à Champagne sur Seine, plus proche des marchés naissants concentrés dans la région parisienne.

#### Activités de génie civil
Lors d'appels d'offre internationaux pour des aménagements portuaires, il apparaît à Schneider la nécessité de s'associer avec une entreprise de travaux publics; ce sera Hersant en 1902 pour le port de Rosario en Argentine. Ce sera un succès qui établira la réputation de la société dans ce domaine. Cette réussite sera un enseignement significatif sur la manière d'organiser des chantiers complexes que l'on appelle aujourd'hui l'ingénierie. Cela conduira à la centralisation de la gestion de ce type de contrat à l'usine de Chalon par la création de la DTP (Direction des travaux publics) sous l'autorité de Michel-Schmitt, rompant avec le centralisme creusotin.

## La guerre 1914-1918
La guerre entraîne un accroissement considérable des fabrications dans les principaux domaines des fabrications Schneider. Les relations étroites d'Eugène II avec Albert Thomas, sous-secrétaire d'État chargé de l'artillerie en 1915 et ministre le l'armement de décembre 1916 à septembre 1917 facilitent la passation des marchés.
Dans l'armement le canon de 75, amélioré par Schneider, constitue un gros marché jusqu'à sa raréfaction après la stabilisation du front. L'artillerie lourde, grande faiblesse française, incite à adapter les modèles développés pour la Russie. Les énormes besoins en munitions imposent un accroissement des moyens de production au Breuil et à Montchanin (atelier Henri-Paul). Des prises de participations (Fourchambault) et des "prises de guerre" à Caen, en transformant la SHFC  (Société des hauts fourneaux des aciéries de Caen ) fondés par Thyssen en 1910 en SNM (Société normande de métallurgie).

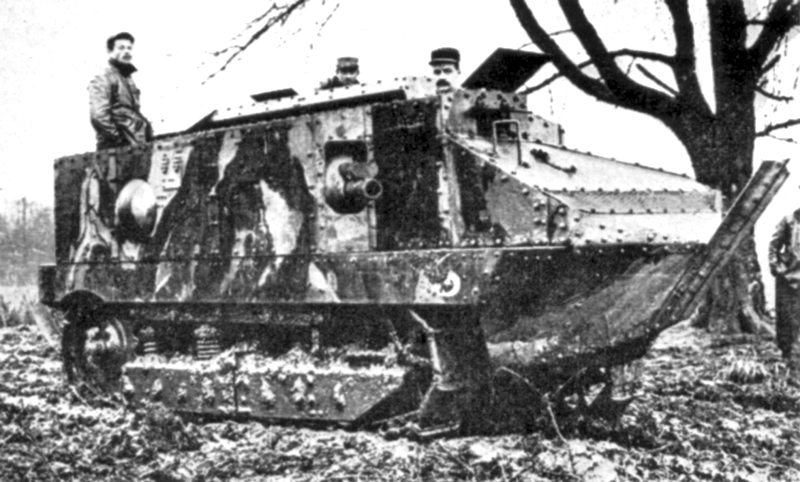
Char Schneider CA1.

Schneider bénéficie de la commande des premiers chars de sa conception en 1916 et de 400 chars qui se révéleront lourds et peu efficaces lors de l'offensive Nivelle en 1917.
Schneider s'associe en 1916 à la CMM (Compagnie des Messageries Maritimes) à la Ciotat pour la création de bassins de radoub et la construction de navires de guerre. Dans le domaine électrique, la guerre voit le renforcement de la coopération avec Jeumont, du groupe belge Empain.
Schneider fournit des sous-produits de ses cokeries (benzène et toluène) utilisés dans la fabrication des explosifs.

## Entre-deux-guerres
La fin de la Grande Guerre clôture l’activité de matériels militaires au Creusot, qui doit se convertir vers les activités civiles (machines, locomotives et travaux publics).

### Reconversions à la suite dutraité de Versailles
La fin de la guerre permet à Schneider et Cie de prendre place dans l’industrie homologue des nouveaux pays créés par le traité de Versailles (Tchécoslovaquie, Hongrie, Yougoslavie, Pologne). La proximité des collaborateurs d’Eugène II avec des membres du gouvernement français (Loucheur, Weyl, puis Cheysson) facilite les montages financiers permettant dans une première phase de prendre le contrôle de Skoda à travers la Banque de l’Union Parisienne, puis d’autres sociétés grâce à la fondation de la banque de l’Union Européenne industrielle et financière (UEIF) créée par la BUP et Schneider en 1920. Les rivalités entre nouveaux états font capoter dans un premier temps les tentatives d’implantation en Hongrie et seule la Tchécoslovaquie semble pour quelques années la base industrielle de Schneider. Finalement le contrat pour le port de Budapest est signé et son inauguration a lieu le 20 octobre 1928. Après bien des péripéties, Schneider participe à l’aménagement du port de Gdynia en Pologne et à la construction de la ligne Haute Silésie-Pologne. Dans ces opérations complexes. Schneider s’associe à des banques via l’UEIF et des associés français ou locaux. Plusieurs pays font défaut sur ces contrats pendant la grande crise économique des années 1930 et Schneider s’efforce de maximiser les clauses d’assurance-crédit octroyées par l’État français, non sans quelques difficultés liées à des conflits entre ministères. À la veille de la seconde guerre mondiale, Schneider se déliera de toutes ses participations, en empochant au passage de jolies plus-values (256 millions de francs). La gestion globalement prudente de tous ces contrats reste le fait de collaborateurs de haut niveau embauchés par Schneider, qui étaient ou avaient été dans les rouages élevés des gouvernements et des instances internationales naissantes.

### Le holding
La multiplication de nombreuses implantions industrielles au-delà du cœur historique du Creusot nécessite d'adapter la structure juridique de la société en créant un holding, qui porte les participations et qui organise la gestion de cet ensemble de plus en plus complexe. Le cœur industriel comprend les établissements de Saône et Loire et est complété par les usines de Champagne sur Seine ( matériel électrique), Lalonde les Maures (armement), La Havre, Harfleur, Le Hoc, Bordeaux, Houillères de Decize, mines de Droitaumont et de Chaillac.
Les établissements sont répartis en filiales et participations. Les filiales de premier niveau sont gérées en direct par le Creusot qui nomme ses dirigeants et administrateurs. On y trouve par exemple SOMUA, SNM, et immobilière de Champagne. Les filiales de second niveau sont celles où Schneider n'a pas le contrôle, ce qui est le cas de la plupart des établissements étrangers.
Cette structure très complexe ne repose in fine que sur un seul homme, Eugène II.

### Les dépouilles allemandes
La défaite allemande de 1918 permet à Schneider de s'emparer d'établissements industriels fondés par des sociétés allemandes en France. Le site de Mondeville en Normandie, fondé par Thyssen en 1910, est mis sous séquestre en 1916. Il est projeté d'y construire un "nouveau Creusot", inspiré de la métallurgie au fil de l'eau identique à ce que les Allemands font sur le Rhin. Cela se fait au grand dam de Wendel qui convoitait le même site. La société métallurgique de Normandie (SNM), fondée en 1916, fait cependant faillite en 1924 et renaît sous le sigle SMN et constituera un des fleurons du groupe jusque dans les années 1950. De la même manière. Schneider essaie de s'implanter sur la rive gauche du Rhin en prenant des participations dans l'ARBED et Gelsenkirchen, ce qui renforce la rivalité avec Wendel, qui se poursuivra dans l'Entre-deux-guerres.

### Alliance avec Westinghouse
L'activité de construction électrique maintenant centrée sur l’usine de Champagne sur Seine, s’appuie sur des brevets d'inventeurs indépendants dont Tesla (brevet Ganz, pour les courants biphasés et triphasés) et Siemens. La guerre interrompra les coopérations avec les Allemands, qui seront remplacés par Empain. Mais cette coopération est décevante et Schneider cherche un support international puissant et efficace. Ce sera Westinghouse (pour faire concurrence à un autre pôle qui se constitue sous l'égide de la société française Thomson-Houston qui absorbe  l'Alsacienne de construction mécanique pour former Alsthom). Le pôle Schneider Westinghouse voit le jour en 1929 sous le nom de « Le Matériel électrique S-W ».

### Fabrications civiles
La fin de la guerre marque le retour aux activités civiles et en particulier à la construction de locomotives pour la France et l'étranger, qui représentent une part significative de l'activité du site du Creusot. Aucune innovation endogène dans d'autres activités n'est lancée et annonce l'amorce d'un déclin industriel à terme. Une exception notable réside dans la mise au point d'une gamme d’aciers inoxydables de marque commerciale Virgo, qui rencontrera un grand succès commercial grâce au développement de l’industrie chimique. Ce succès encouragera Eugène II à construire un laboratoire central ultra moderne au Creusot, toujours en service.

### Crise des années 1930
La société subit de plein fouet la baisse d'activité générale de l'industrie à partir des années 1932. La société nouvelle SW à peine créée enchaîne les pertes jusqu’à la veille de la seconde guerre mondiale et n'est sauvée que par son appartenance à Schneider. Elle engendre des bouleversements  politiques qui affecteront son organisation et son fonctionnement. Le Creusot échappera aux grandes grèves de 1936, certainement à cause du souvenir des licenciements massifs de 1899.

### Attaques contre Schneider (marchands de canons) et nationalisation
Depuis la fin de la première guerre, les attaques politiques contre les Schneider s’intensifient au niveau national, sur le thème des marchands de canons qui ont profité du conflit. À la victoire du bloc des gauches en 1924, sous la conduite de Paul Faure, celui-ci est parachuté au Creusot et gagne la mairie en 1925. Le candidat d'Eugène II, Victor Bataille, la reprend de justesse en 1929. La victoire du Front populaire en 1936, en pleine crise économique, voit la nationalisation des activités militaires de Schneider au Creusot, et dans ses filiales normandes et provençales, qui sont finalement expropriées. Et en conséquence de l'imbrication des activités civiles et militaires à l'usine du Creusot, celle-ci s'en trouve ainsi désorganisée.

### Le réarmement (SOFMA)
Mais les menaces d'une nouvelle guerre et le changement politique au niveau national, conduisent Raoul Dautry, ministre de l’armement du gouvernement Ramadier, à confier à nouveau la direction des activités militaires à Schneider, à travers la constitution d'une société d'économie mixte, la SOFMA (Société pour a fabrication de matériel d'armement). Elle construit une nouvelle usine près de Bordeaux et livre des matériels dès le début 1940.

## La guerre 1939-1945

### Occupation de l’usine du Creusot
Les Allemands en prennent possession le 17 juin 1940 et s’installent au château de la Verrerie. Eugène tente de mettre en œuvre une résistance passive, et manœuvre pour ralentir la production, avec des succès inégaux.

### La résistance
Charles Schneider avait pris contact avec le comité national de la résistance qui n’a pu contredire les informations erronées disant que l’usine travaillait pour du matériel de guerre allemand. Cette information était la justification du bombardement qui eut lieu à deux reprises.

### Les bombardements de 1942 et 1943
Le 17 octobre 1942, la RAF bombarde Le Creusot, faisant de nombreuses victimes civiles et des dégâts importants dans les ateliers. Eugène, prévenu, accourt de Paris et tente de remonter le moral des Creusotins. Ses deux fils sont présents et voient leur père pour la première fois depuis 20 ans. Les destructions touchent 360 maisons et 500 familles, ainsi que de nombreux ateliers et le château de la Verrerie. Un second bombardement a lieu le 20 juin 1943, de  nuit. Les destructions sont plus massives et touchent l’ensemble des bâtiments publics et provoquent l’exode de plus de 10000 Creusotins dans les environs. Charles Schneider organise les premiers secours d’urgence pour la population. Les Allemands opèrent des destructions ciblées des équipements industriels au moment de leur fuite le 6 septembre 1944.

### Mort d’Eugène puis de Jean
Eugène II meurt un mois après le premier bombardement allié. Charles devient le nouveau gérant avec son frère Jean, parti rejoindre Giraud en Algérie.
Il fait le choix de gérer au mieux les relations avec l’occupant pour éviter une prise de contrôle totale. C’est Henri Stroh, directeur de l’usine du Creusot qui anime ce processus de freinage de la production, à travers toute la hiérarchie jusqu’à l’ouvrier de base. Il le paiera de son arrestation et de sa mort en déportation. Par exemple, la production de locomotives chute de 30 par mois en 1939 à 2 entre 1942 et 1944. Jean devait revenir d’Algérie, non sans difficultés pour trouver un avion en pleine offensive dans la Méditerranée. Le 16 novembre 1944, il s'écrase dans la brume sur un sommet du mont Beuvray. Il périt, ainsi que son épouse, Françoise de Curel. Charles, effondré, se trouve seul gérant de la Compagnie.

## Après 1945

### Charles
Charles Schneider, le cadet des enfants d’Eugène II, n’a pas fait ses classes au sein de la compagnie en raison du conflit avec son père. Il en prend la direction dans les circonstances dramatiques du bombardement du Creusot. Il poursuivra le double-jeu de son père pour freiner une mainmise trop forte des Allemands sur l’activité de l’usine, en facilitant l’action de sabotage interne et externe.

### Reconstruction
À la suite des destructions massives, aussi bien civiles qu'industrielles, liées aux bombardements alliés au Creusot, la reconstruction est menée tambour battant sous l'impulsion de Charles Schneider.

### Les fabrications pour la paix
Il faudra près de 3 ans pour redémarrer l'ensemble des sites industriels du groupe Schneider. Les besoins civils sont énormes et Schneider verra son activité croître fortement à partir de 1947. C'est l'époque des grands barrages (Génissiat, Donzère-Mondragon) et des centrales thermiques au charbon, des ponts, du matériel de mine, les locomotives 241 F et des premières électriques.

### Holding et filialisations[63]
Ce qu'Eugène II n'avait pas fait pour structurer la galaxie des participations du groupe, Charles le fera en 1949, après bien des difficultés d'ordre fiscal. Au-delà de la « simplification » des structures, Charles craint un retour des nationalisations dans le contexte tendu de la guerre froide. Le Holding permet d'en éloigner la perspective. Schneider & Cie devint donc la structure chapeau d'un groupe doté de trois grands branches industrielles : L'activité de travaux publics (la CITRA, Compagnie industrielle de travaux), l’activité industrielle centrée sur les usines de Saône et Loire, ainsi que la Chaléassière dans la Loire (la SFAC, Société des Forges et Ateliers du Creusot), et les activités minières (Société minière de Droitaumont-Bruville).
D'autres filiales variées sont rattachées directement au holding (SMN, Société métallurgique de Knutange, Société métallurgique d'Aubrives et de Villerupt, participation dans l'ARBED).
Le matériel électrique SW, la SOMUA, la SOM (Société d'optique et de mécanique de haute précision) et les forges et chantiers de la Gironde, rassemblent des sociétés autonomes rattachées au holding.
Un secteur bancaire créé par Eugène II (l'UEIF, Union européenne industrielle et financière), qui a fusionné en 1943 avec la banque des pays du Nord en 1943 pour devenir la BUE ( Banque de l'Union européenne) constitue une banque d'affaire, qui au-delà du support qu'elle accorde au groupe, a ses activités propres.

### Modernisation industrielle

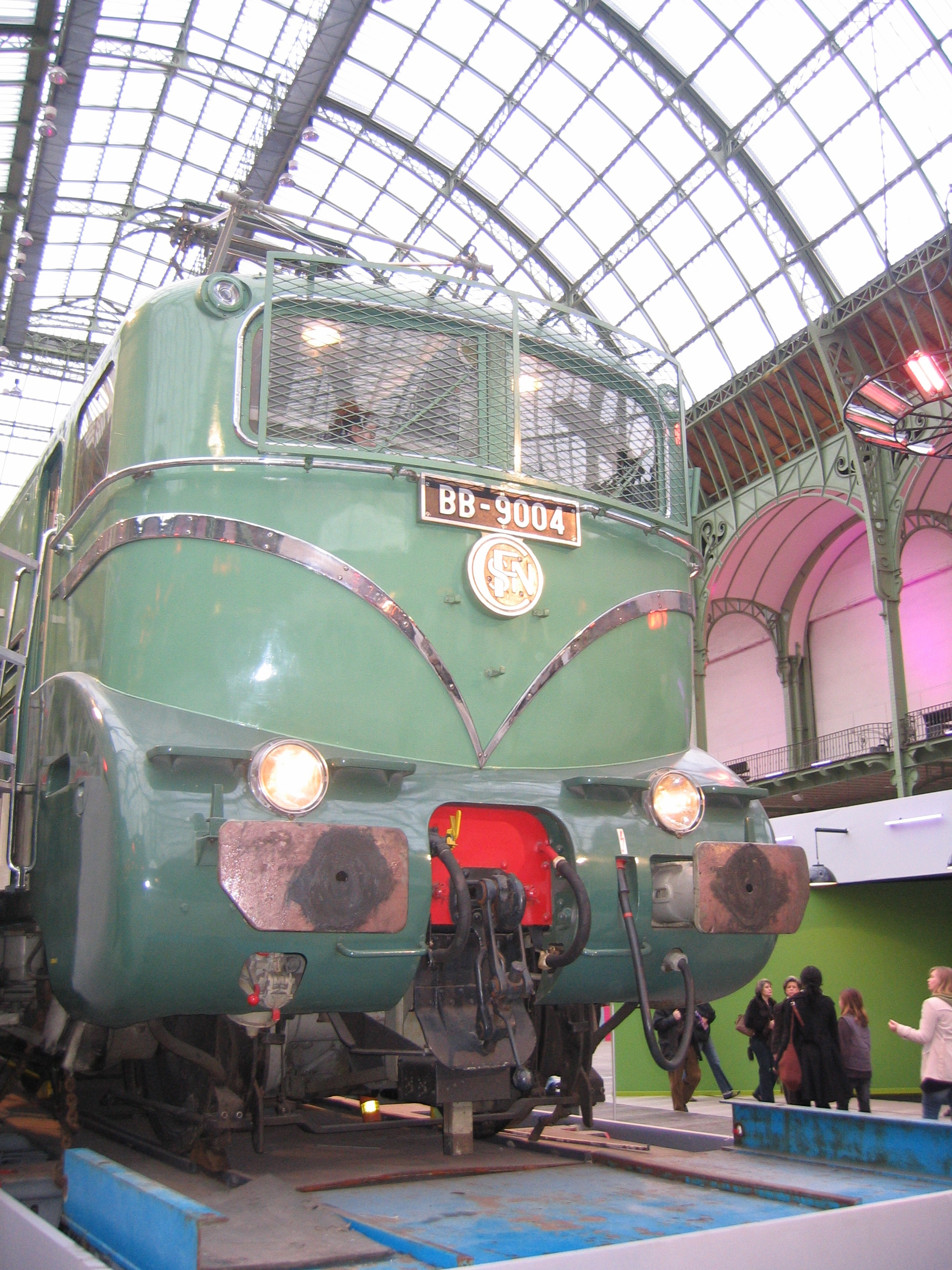
Locomotive BB9004, ayant détenu le Ruban Bleu de la Traction Ferroviaire (331 km/h) en 1955.

Au-delà de la reconstruction, le besoin d'une modernisation significative de l'outil industriel est bien perçue par Charles. L'usine du Creusot bénéficie au premier chef de cette modernisation par la constitution d’ateliers spécialisés par type de fabrication. Tout d'abord CM1 au Breuil destiné à la fabrication et l'’assemblage de grands structures (turbines hydrauliques pour barrages, moteurs diesel marine, tourelles pour cuirassés, cages de laminoirs, presses, équipements pour l'industrie nucléaire naissante). L'atelier CM2 et spécialisé dans la fabrication des locomotives encore à vapeur puis électriques. L'atelier CM3 est destiné à la fabrication de petites turbines à gaz et à vapeur ainsi que de compresseurs centrifuges.
La partie sidérurgique du Creusot (Le Breuil) est également complètement modernisée: introduction de fours électriques, coulée sous vide, train à billettes, trains à barres et tôles fortes, presse de 6 000 t. La SMN bénéficie en parallèle de modernisations et d’augmentation de capacité (fours Martin et hauts-fourneaux). Ces modernisations sont largement financées par le plan Marshall d'aide des USA.

### Participations industrielles
Schneider prend le contrôle de la société métallurgique d'Imphy, spécialisée dans les aciers spéciaux. La participation dans l'ARBED luxembourgeoise est un complément significatif de chiffre d'affaires, cette société étant l'une des plus grosses productrice d'acier en Europe.
Batignolles Chatillon se restructurent avec Ernault et deviennent un acteur important de la production français de machines outils.

### Exportation de machines et d'équipements
L'extension des capacités et la modernisation des outils conduisent à la nécessite absolue d’exporter les produits afin de saturer ces nouveaux moyens, le marché français étant trop étroit pour assurer des débouchés. Schneider bénéficie encore de sa réputation acquise au XIXe siècle comme fournisseur naturel de grands ensembles et équipements. Les besoins de développement dans les pays du tiers-monde permettent un flux important d'appels d’offres « spontanés ». Ceci passe par l'action de la société IMPEX (Import export) créée par l'UEIP en 1943. Celle-ci gère les marchés d’équipements clé en main.
Plusieurs implantations industrielles nouvelles à l'étranger sont tentées. Tout d'abord au Canada avec entre autres l'attrait pour les pétroles de l'Alberta. Mais ce sera le Brésil qui verra la création d'une usine ex nihilo, Mecanica Pesada fin 1955. qui, après des débuts difficiles, deviendra un « Petit Creusot » au Brésil.

### La CECA
Tourné vers les pays lointains, Charles n'a pas pressenti la dynamique de la création d'un marché européen intégré, pourtant en germe dans le plan Schuman de 1951 qui avait créé la CECA. Il y voyait avec réticence la renaissance potentielle de la puissance sidérurgique allemande. Après une tentative avortée en 1956 de prise de contrôle d'une aciérie sarroise (Roeschling), Charles prend ouvertement des positions anti-européennes qui détruiraient les prix protégés de l'acier dont Schneider bénéficie. Ce refus de la concurrence sera le germe de la lente dégradation du groupe après la mort de Charles.

### Électrification (EDF et SNCF)
Le groupe dispose de l’outil industriel pour répondre aux besoins énormes de la reconstruction. Le Matériel électrique SW est complètement modernisé dès 1947 dans ses trois usines (Champagne, Lyon et Puteaux) et fournit les génératrices de Génissiat. Westinghouse apporte en 1947 sa technique des « ignitrons » à vapeur de mercure, redresseurs de grande puissance qui permettent d’obtenir du courant continu, qui est choisi pour l’alimentation des premières motrices électriques de la SNCF. Cette technique s'impose dans tous les secteurs industriels et favorise une expansion rapide de la société.
Les groupes hydrauliques qui sont installés dans les barrages sont aussi dans son domaine de compétences. C'est aussi le cas des turbines à vapeur et des centrales à flamme (gaz et charbon).

### Le nucléaire
C'est à Charles Schneider que l'on doit l'initiative de la participation la plus importante de l'industrie privée au programme nucléaire français. Sa société est sans doute l'un des mieux préparées à relever ce nouveau défi technologique, par la double maîtrise de la métallurgie spéciale et de l'équipement des centrales électriques.
Dès 1951, les bureaux d'études du Creusot orientent leurs recherches vers le nucléaire, stimulées par le programme de Félix Gaillard en 1952, qui prévoit d'associer le Commissariat à l'énergie atomique (C.E.A.) et l'industrie privée, à laquelle on confie les applications pratiques.
La SFAC est ainsi associée par le C.E.A. à la construction de toutes les centrales utilisant la filière française à uranium naturel et graphite, d'abord les trois piles de Marcoule, puis la centrale E.D.F. de Chinon et la pile EL3 de Saclay.
En 1957, la SFAC crée la « Sté d'études et de recherches pour l'application industrielle de l'énergie nucléaire », qui s'occupe déjà des problèmes de la propulsion de tels navires.
C'est en 1958, un tournant majeur pour la stratégie nucléaire du Creusot : la SFAC crée la « Société franco-américaine de constructions atomiques » (Framatome), qui obtient tous contrats de licence et d'assistance technique de la « Westinghouse Electric International Cy », avec laquelle Schneider et Cie entretient d'anciennes relations. Il s'agit d'un véritable pari sur l'avenir du système Westinghouse de centrales à uranium enrichi 235 et eau sous pression de type P.W.R. (Pressurized Water Reactor).

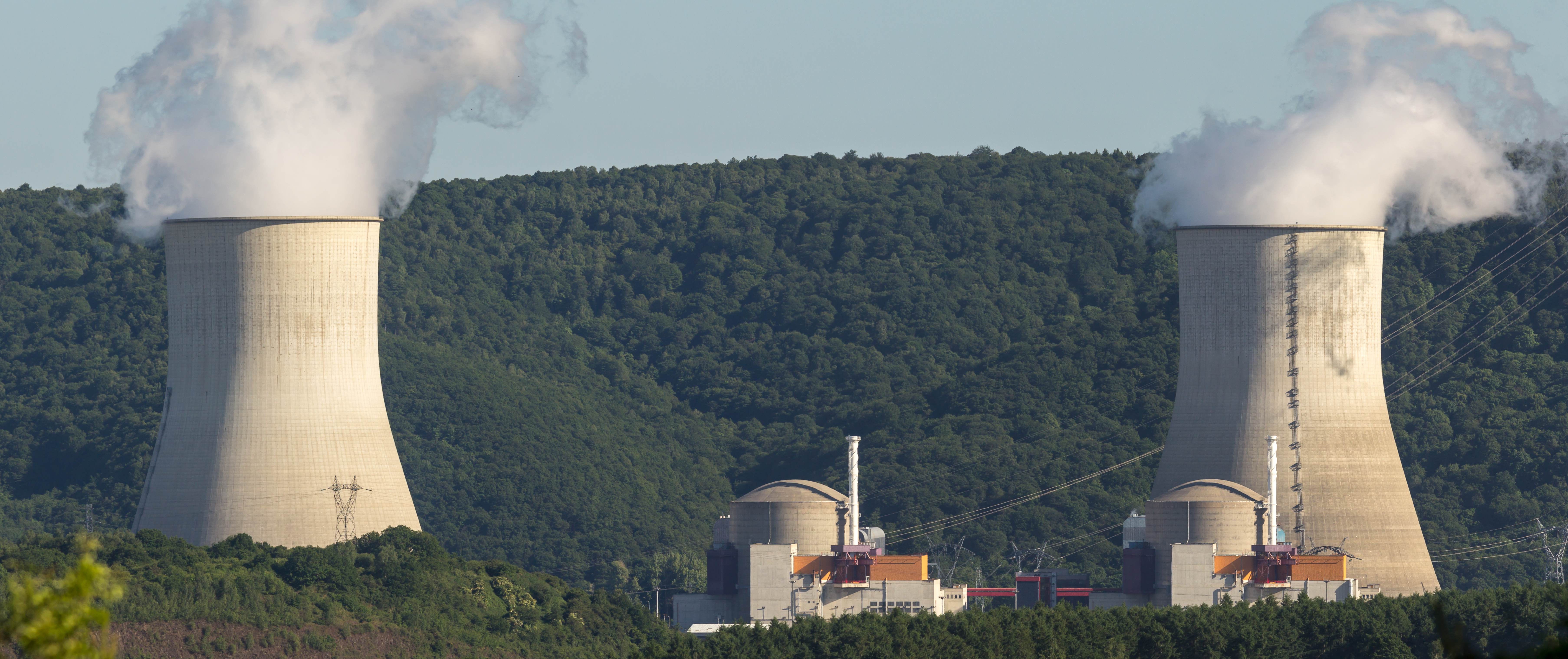
Centrale nucléaire de Chooz.

Il faut attendre une dizaine d'années pour que le gouvernement français abandonne la filière française pour adopter la filière Westinghouse. Et, en mai 1959, Framatome reçoit de la « Société franco-belge d'exploitation nucléaire des Ardennes » un appel d'offres pour la centrale de Chooz, et participe à la réalisation de cette première centrale P.W.R.
C’est le début d’une longue histoire, qui voit Framatome participer non seulement à tout le programme nucléaire français, mais également à de très nombreuses réalisations à l’international, lui permettant ainsi de devenir le numéro 1 mondial pour les fabrications nucléaires.

### Politique de recherche dans les produits
L'activisme de développement insufflé par Charles est cependant sans ligne directrice claire sur les produits à privilégier. Depuis sa prise de responsabilités, il a engagé une politique systématique d'acquisition de licences, sans développement interne, sauf dans le domaine de la métallurgie. Il faut reconnaître que ce défaut était déjà apparu lors du lancement des activités électriques au début du XXe siècle. Le tropisme sidérurgique des équipes dirigeantes les ont empêché de se lancer dans ce que l'on appelle aujourd'hui la recherche et développement. Ce sera une faiblesse supplémentaire dans la capacité du groupe Schneider à survivre à terme.

### Mort de Charles et succession
Charles Schneider meurt accidentellement à Saint-Tropez à la suite d'une chute dans son yacht le 6 août 1960. Sa veuve, Lilian Schneider est désignée comme gérante provisoire selon le vœu de son époux, mais elle n'a pas les compétences managériales et compte sur Albert de Boissieu pour pallier cela. Cet épisode marque la fin de la dynastie Schneider et le début des soubresauts qui mèneront à l'éclatement du groupe Schneider en 1966.